# Satellites galiléens
Vous lisez un « article de qualité » labellisé en 2020.  Il fait partie d'un « thème de qualité ».

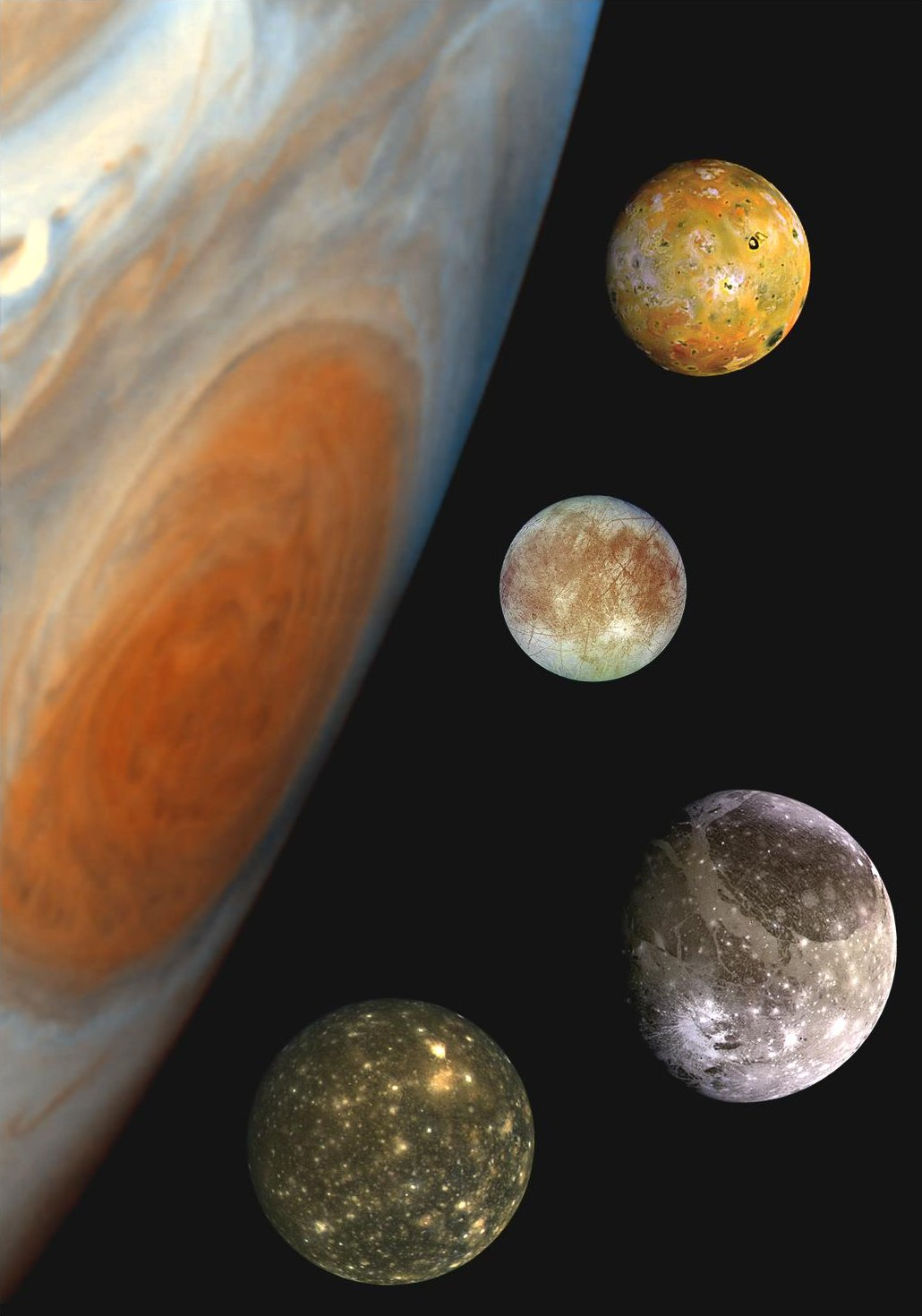
Les quatre lunes galiléennes de Jupiter dans un montage permettant de comparer leur taille à celle de la planète. De haut en bas : Io, Europe, Ganymède et Callisto.

Les satellites galiléens, ou lunes galiléennes, sont les quatre plus grands satellites naturels de Jupiter. Par ordre d'éloignement à la planète, il s'agit de Io, Europe, Ganymède et Callisto. Ils sont observés pour la première fois par Galilée en janvier 1610 grâce à l'amélioration de sa lunette astronomique et leur découverte est publiée dans Sidereus nuncius en mars 1610. Ils sont alors les premiers satellites naturels découverts en orbite autour d'une autre planète que la Terre, ceci remettant grandement en cause le modèle géocentrique défendu par de nombreux astronomes de l'époque et prouvant l'existence d'objets célestes invisibles à l'œil nu.
Ces satellites sont parmi les plus grands objets du Système solaire à l'exception du Soleil et des huit planètes, tous étant plus grands que les planètes naines. En particulier, Ganymède est la lune la plus grande et la plus massive du Système solaire, dépassant en taille la planète Mercure. Ce sont également les seules lunes de Jupiter suffisamment massives pour être sphériques. Par ailleurs, les trois lunes intérieures, Io, Europe et Ganymède, sont le seul exemple connu de résonance de Laplace dans le Système solaire : les trois corps sont en résonance orbitale 4:2:1.
Si Galilée les nomme initialement Medicea Sidera en français : « étoiles médicéennes » en l'honneur de la maison de Médicis — ses mécènes —, les noms qui entrent dans la postérité sont ceux choisis par Simon Marius — qui revendiquait par ailleurs la paternité de la découverte des lunes — d'après une suggestion de Johannes Kepler. Ces dénominations correspondent à des personnages de la mythologie grecque, maîtresses et amants de Zeus (Jupiter dans la mythologie romaine), à savoir Io, une prêtresse d'Héra et fille d'Inachos ; Europe, fille d'Agénor ; Ganymède, échanson des dieux ; et Callisto, une nymphe d'Artémis.
Représentant la quasi-totalité (99,997 %) de la masse en orbite autour de Jupiter, elles restent les seules lunes connues de la planète pendant près de trois siècles, jusqu'à la découverte en 1892 de la cinquième plus grande, Amalthée, dont la taille est bien plus faible (150-250 km) et la masse aussi (environ 2 millions de milliards de tonnes, 24 000 fois moins qu’Europe, le plus petit des satellites galiléens).

## Description des lunes

### Io

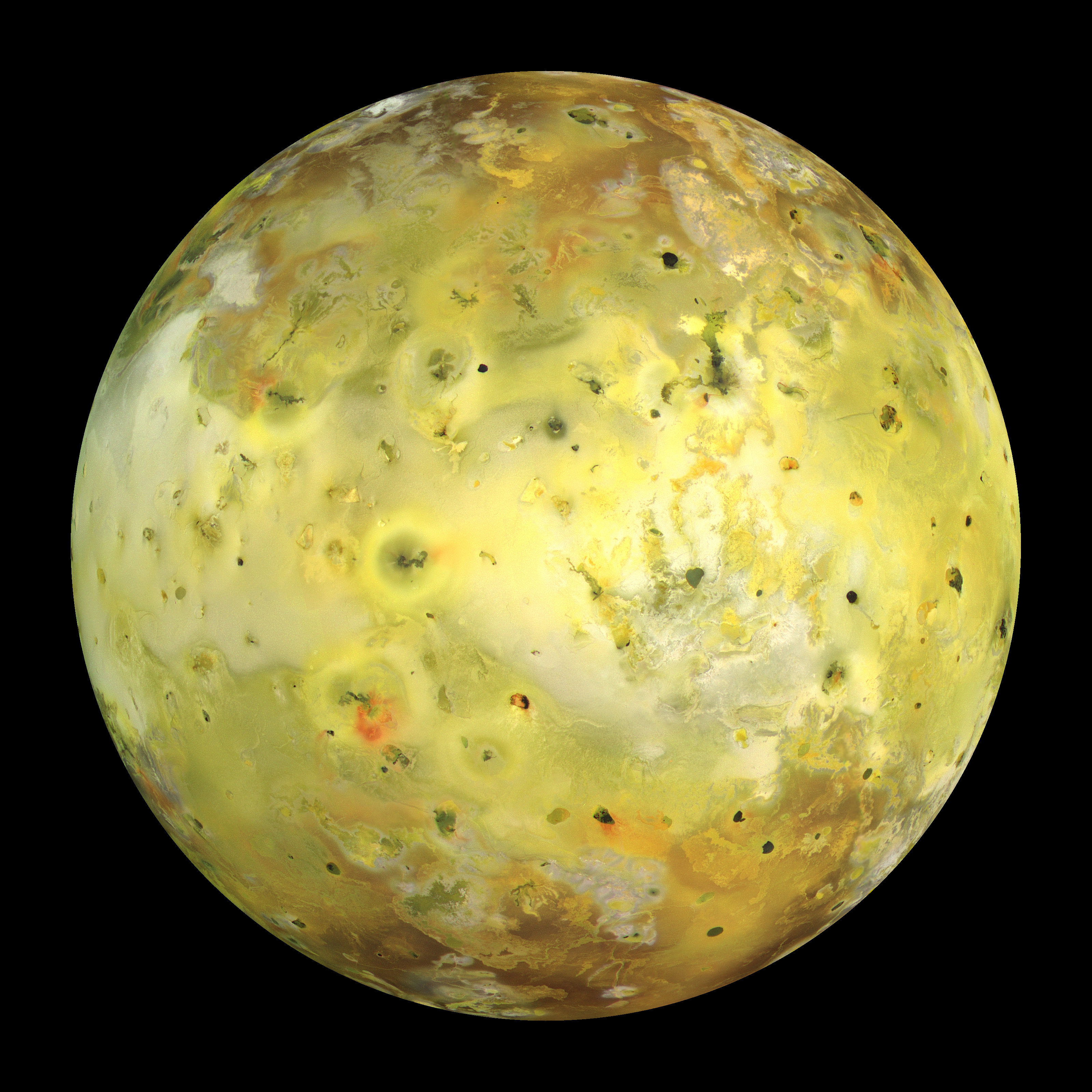
Io par Galileo en 1999.

Io est la lune galiléenne ayant l'orbite la plus proche de Jupiter, possédant un demi-grand axe de 421 800 kilomètres et une période de révolution d'environ 42 heures. Par ailleurs, elle est la quatrième plus grande lune du Système solaire, par son diamètre moyen de 3 643 km — tout en étant la deuxième plus petite des lunes galiléennes —, la plus dense d'entre elles et l'objet astronomique connu contenant la plus faible quantité d'eau,,.
Avec plus de 400 volcans actifs, Io est aussi l'objet le plus géologiquement actif du Système solaire,,. Cette activité géologique extrême est le résultat d'un réchauffement par effet de marée dû au frottement engendré à l'intérieur de la lune par ses interactions gravitationnelles avec Jupiter, conséquence de son orbite maintenue légèrement excentrique par sa résonance orbitale avec Europe et Ganymède,. Ces volcans produisent des panaches de soufre et de dioxyde de soufre qui s'élèvent à plusieurs centaines de kilomètres au-dessus de la surface puis recouvrent les vastes plaines de la lune d'une couche givrée de matériaux, la peignent dans diverses nuances de couleurs. Les matériaux produits par ce volcanisme constituent d'une part l'atmosphère mince et inégale de Io, et produisent d'autre part un grand tore de plasma autour de Jupiter du fait de leur interaction avec la magnétosphère de la planète,,.
Cette surface est également parsemée de plus de 100 montagnes qui sont soulevées par des phénomènes tectoniques à la base de la croûte de silicate. Certains de ces sommets sont plus hauts que le mont Everest, malgré le fait que le rayon de Io soit 3,5 fois plus petit que celui de la Terre et environ égal à celui de la Lune,. Contrairement à la plupart des lunes du Système solaire externe, qui sont notamment composées de glace d'eau, Io est composée de roche de silicate entourant un noyau de fer fondu ou de pyrite,,.

### Europe

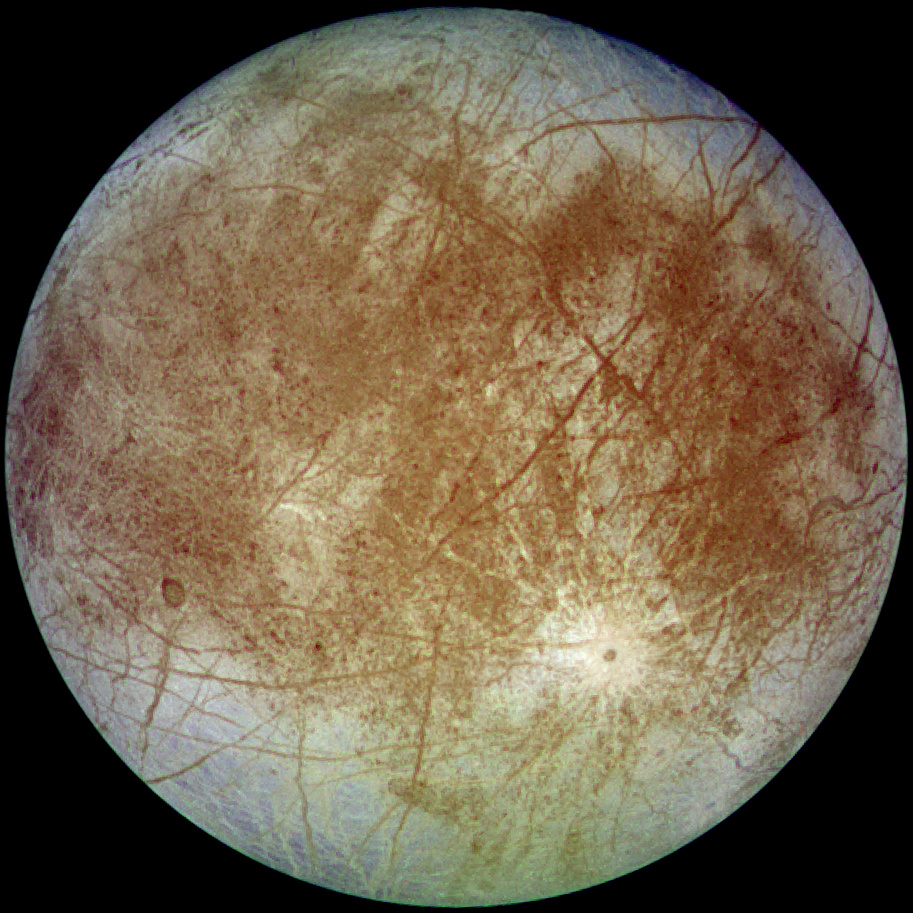
Europe par Galileo en 1996.

Europe est la seconde lune galiléenne par la distance avec Jupiter, possédant un demi-grand axe de 671 100 kilomètres, et la plus petite des quatre avec un diamètre de 3 122 km, ce qui fait d'elle la sixième plus grande lune du Système solaire, après la Lune,,.
Elle est principalement constituée de roche silicatée et d'une croûte de glace d'eau, ainsi que probablement d'un noyau de fer et de nickel. Elle possède une très mince atmosphère, composée principalement d'oxygène,. Sa surface présente notamment des stries glaciaires et des fissures appelées lineae mais peu de cratères d'impact, faisant qu'elle est comparée aux régions polaires terrestres,.
Elle possède la surface la plus lisse de tous les objets célestes connus du Système solaire,. Cette surface jeune — d'un âge estimé à 100 millions d'années — et sans relief associée à la présence d'un champ magnétique induit conduit à l'hypothèse que, malgré une température de surface maximale de 130 K (−143 °C), elle posséderait un océan d'eau souterrain, d'une profondeur de l'ordre de 100 km, milieu favorable à une éventuelle vie extraterrestre. Le modèle prédominant suggère que le réchauffement par effet de marée dû à son orbite légèrement excentrique — maintenue par sa résonance orbitale avec Io et Ganymède — permet à l'océan de rester liquide et entraînerait un mouvement de glace similaire à la tectonique des plaques, la première activité de ce type constatée sur un autre objet que la Terre,. Du sel observé sur certaines caractéristiques géologiques suggère que l'océan interagit avec la croûte, fournissant également une source d'indices pour déterminer si Europe pourrait être habitable.
En outre, le télescope spatial Hubble détecte régulièrement l'émission de panaches de vapeur d'eau similaires à ceux observés sur Encelade, une lune de Saturne, qui seraient causés par des geysers en éruption,.

### Ganymède

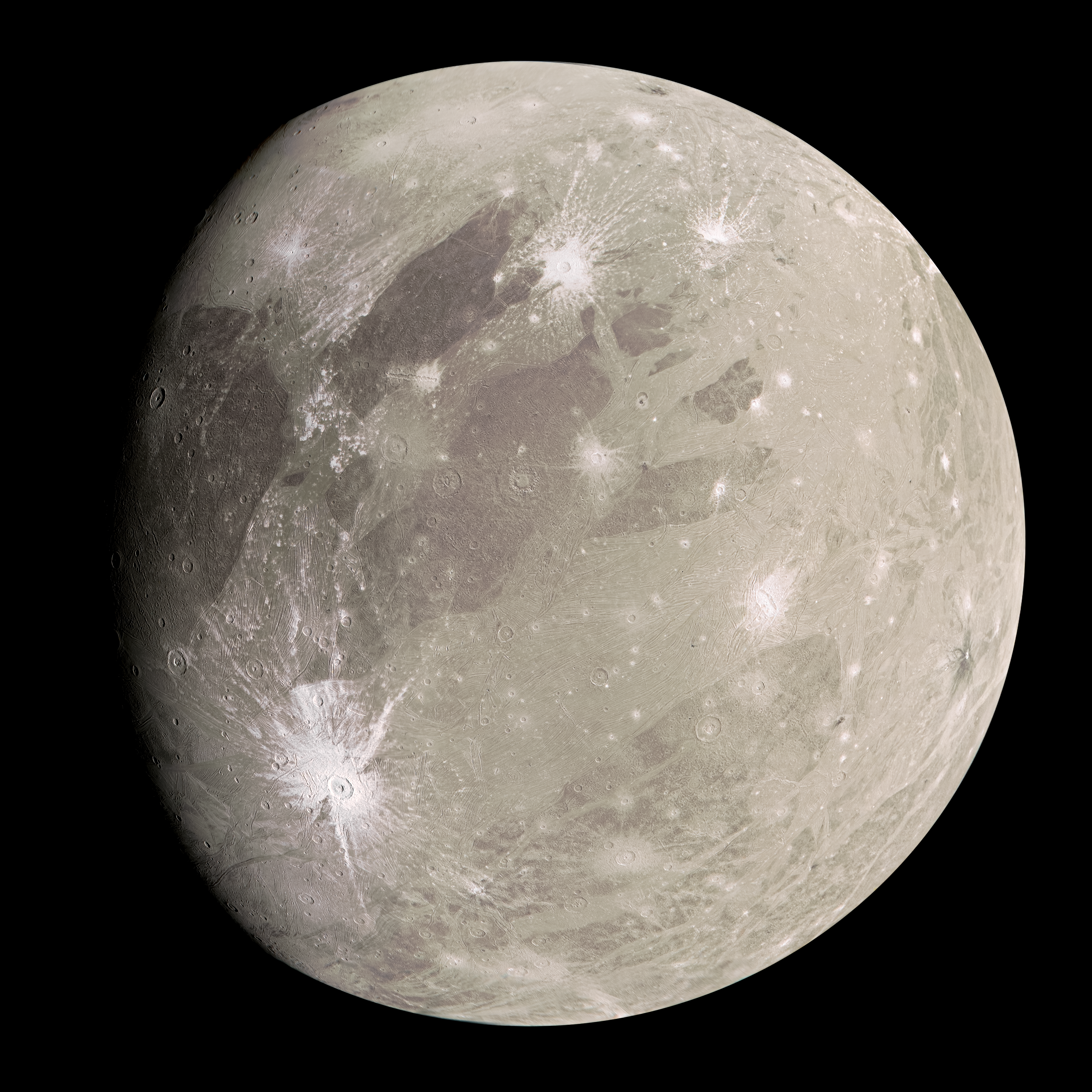
Ganymède par Juno en 2021.

Ganymède, la troisième lune galiléenne par la distance avec Jupiter avec un demi-grand axe de 1 070 400 kilomètres, est le plus grand et le plus massif satellite naturel du Système solaire, avec respectivement un diamètre moyen de 5 262 km — dépassant de 8 % celui de la planète Mercure — et une masse de 1,482 × 1023 kg,,.
C'est un corps totalement différencié, avec un liquide riche en fer et une croûte de glace flottant sur un manteau de glace plus chaud. La glace de surface serait située sur un océan subglaciaire salé situé à 200 km de profondeur et qui pourrait contenir plus d'eau que tous les océans de la Terre réunis,. Deux grands types de terrains couvrent sa surface : environ un tiers de régions sombres, criblées de cratères d'impact et âgées de quatre milliards d'années ; et, pour les deux tiers restants, des régions plus claires, un peu plus jeunes et présentant de larges rainures. La cause de cette perturbation géologique n'est pas bien connue, mais est probablement le résultat d'une activité tectonique provoquée par un réchauffement par effet de marée et d'une modification du volume de la lune au cours de son histoire. La lune possède de nombreux cratères d'impact mais beaucoup ont disparu ou sont à peine visibles car recouverts par la glace se formant au-dessus, alors appelés palimpseste,.
C'est le seul satellite du Système solaire connu pour posséder une magnétosphère, probablement créée par effet dynamo avec une convection à l'intérieur du cœur ferreux liquide. Sa faible magnétosphère est comprise à l'intérieur du champ magnétique beaucoup plus important de Jupiter et connectée à lui par des lignes de champ ouvertes. Le satellite possède une fine atmosphère contenant notamment du dioxygène (O2),.

### Callisto

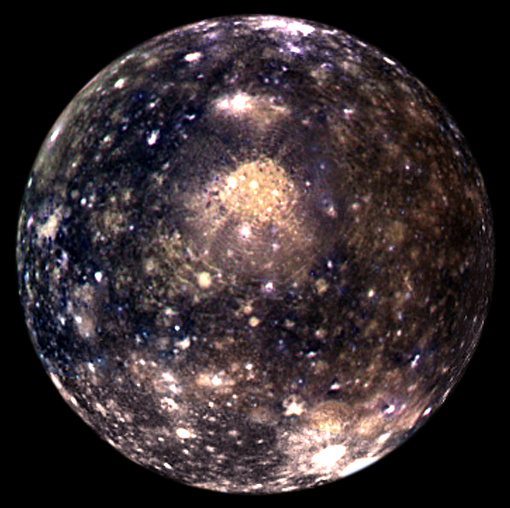
Callisto par Galileo en 1997.

Callisto est la lune galiléenne la plus éloignée de Jupiter avec un demi-grand axe de 1 882 700 kilomètres ainsi que la deuxième par la taille avec un rayon moyen de 2 410 km — et donc la troisième plus grande lune dans le Système solaire,,. Parmi les lunes galiléennes, elle est la moins dense de toutes et la seule à ne pas être en résonance orbitale. Elle est composée approximativement de roche et de glace à parts égales et, en raison de l'absence d'échauffement dû aux forces de marée, ne serait que partiellement différenciée,. Callisto pourrait posséder un océan d'eau liquide à plus de 100 kilomètres sous la surface. Ce dernier serait susceptible d'accueillir la vie extraterrestre, bien que cela soit considéré comme moins probable que pour Europe,,.
La surface de Callisto est très cratérisée — elle est l'une des lunes possédant le plus de cratères du Système solaire —, extrêmement vieille et ne montre pas de trace d'activité tectonique, présentant notamment un bassin de 3 000 km de large nommé Valhalla datant probablement de la formation de la croûte du satellite,. De plus, elle est moins affectée par la magnétosphère de Jupiter que les autres satellites internes car elle est plus éloignée de la planète, impliquant qu'elle ait été considérée comme le corps le plus adapté à l'installation d'une base humaine pour l'exploration du système jovien. La lune est entourée par une atmosphère très ténue composée notamment de dioxyde de carbone et probablement d'oxygène moléculaire, ainsi que par une ionosphère,.

### Tableau de synthèse
Ce tableau est formé à partir des données fournies par la NASA dans son Jovian Satellite Fact Sheet. La taille des images est à l'échelle respective des lunes.
|                                      | Io Jupiter I | Europe Jupiter II | Ganymède Jupiter III | Callisto Jupiter IV |
| ------------------------------------ | ------------ | ----------------- | -------------------- | ------------------- |
| Photographie (par Galileo)           |              |                   |                      |                     |
| Modèle de l'intérieur                |              |                   |                      |                     |
| Rayon moyen (km)                     | 1 821,5      | 1 560,8           | 2 631,2              | 2 410,3             |
| Masse (kg)                           | 8,932 × 1022 | 4,8 × 1022        | 1,482 × 1023         | 1,076 × 1023        |
| Densité (g/cm3)                      | 3,530        | 3,010             | 1,940                | 1,830               |
| Demi-grand axe (km)                  | 421 800      | 671 100           | 1 070 400            | 1 882 700           |
| Période orbitale (jours terrestres)  | 1,769 138    | 3,551 181         | 7,154 553            | 16,689 017          |
| Période orbitale (relativement à Io) | 1            | 2,0               | 4,0                  | 9,4                 |
| Inclinaison de l'axe (degrés)        | 0,04         | 0,47              | 0,44                 | 0,19                |
| Excentricité orbitale                | 0,004        | 0,009             | 0,001                | 0,007               |

## Comparaisons

### Structures
Les aperçus rapportés par les sondes ont révélé la diversité inattendue des satellites de Jupiter et Saturne. Au début des années 2000, bien que le rôle de certains paramètres fait consensus, cette « variété extraordinaire dont l'origine est encore totalement incomprise » alimente plusieurs théories. Plus encore que leurs caractéristiques géologiques individuelles, l'explication de la composition très différente de chaque lune reste un sujet de recherche dynamique.
| Lune     | rem/jour |
| -------- | -------- |
| Io       | 3600     |
| Europe   | 540      |
| Ganymède | 8        |
| Callisto | 0.01     |

L'observation des fluctuations des orbites des satellites galiléens indique que leur densité moyenne diminue avec la distance de Jupiter. Callisto, la plus extérieure et la moins dense des quatre lunes, a ainsi une densité intermédiaire entre la glace et la roche alors que Io, la lune la plus intérieure et la plus dense, a une densité intermédiaire entre la roche et le fer. Aussi, Callisto montre une surface de glace très ancienne, fortement cratérisée et non altérée. Sa densité est également répartie, ce qui suggère qu'elle n'a pas de noyau rocheux ou métallique mais qu'elle est constituée d'un mélange homogène de roche et de glace. Cela pourrait être la structure originale de toutes les lunes,.
La rotation des trois lunes intérieures, en revanche, indique une différenciation de leurs intérieurs avec une matière plus dense au centre. Elles révèlent également une altération significative de la surface. Ganymède présente des traces d'une activité tectonique passée de la surface de la glace, avec notamment une fonte partielle des couches souterraines. Europe révèle un mouvement plus dynamique et plus récent, suggérant une croûte de glace plus mince et une mouvements analogue à une tectonique des plaques encore active. Enfin, Io, la lune la plus intérieure, présente une surface soufrée, un volcanisme actif et aucun signe de glace,.
Tous ces éléments suggèrent que plus une lune est proche de Jupiter, plus son intérieur est chaud. Le modèle actuel est que les lunes subissent un réchauffement par effet de marée en raison du champ gravitationnel de Jupiter, en proportion inverse du carré de leur distance par rapport à la planète géante, à cause de leurs orbites non circulaires. Dans tous les cas, sauf celui de Callisto qui n'est pas différenciée, cela aura fait fondre la glace intérieure et permis à la roche et au fer de s'enfoncer vers l'intérieur et à l'eau de couvrir la surface. Pour Ganymède, une croûte de glace épaisse et solide s'est alors formée. Dans Europe, plus chaude, une croûte plus mince et plus facile à briser s'est formée. Dans Io, le réchauffement est si extrême que toute la roche a fondu et que l'eau s'est évaporée, faisant de cette lune l'objet céleste contenant le moins d'eau du Système solaire.

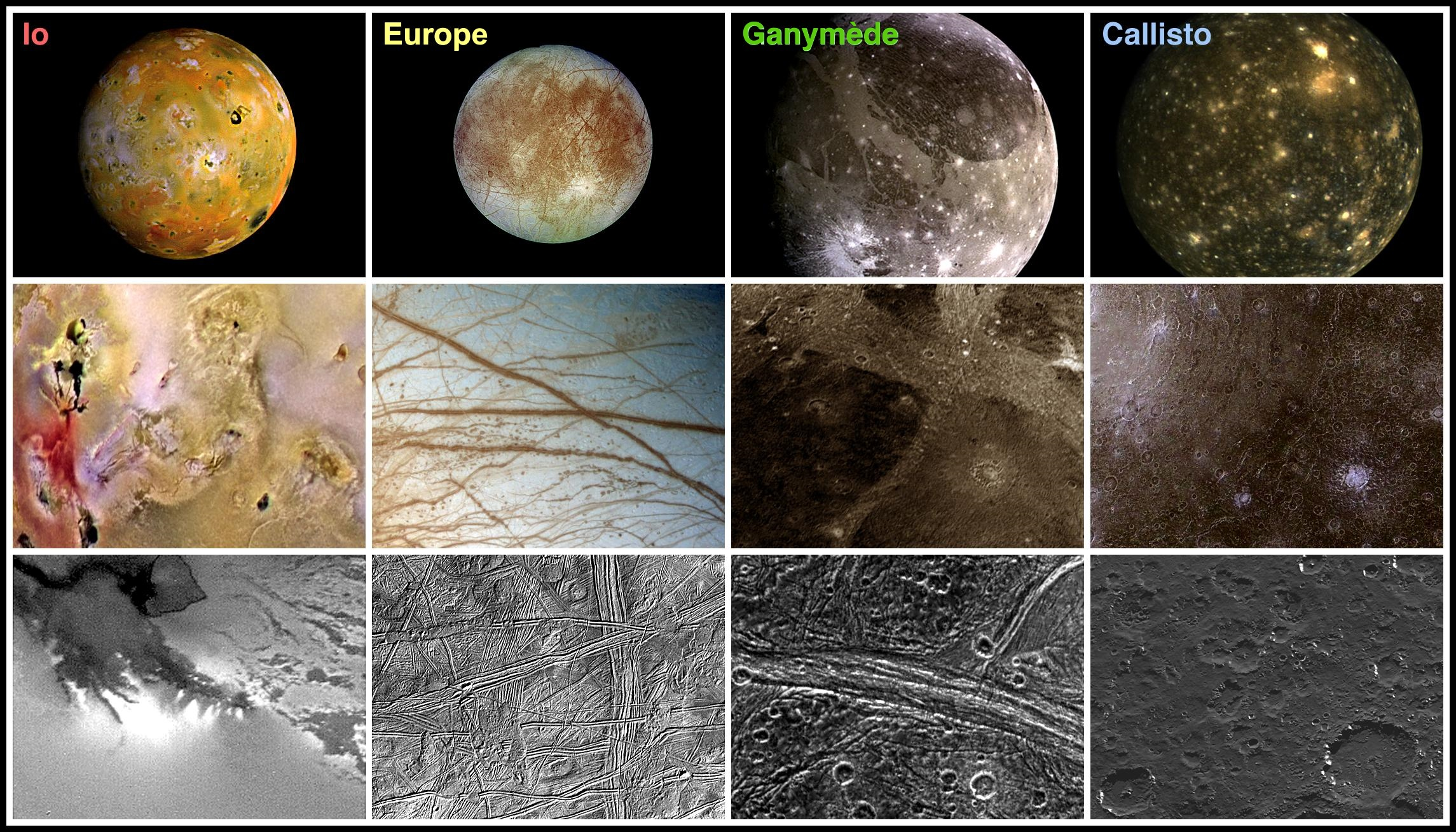
Structures de surface des quatre lunes avec différents niveaux d'agrandissement.

### Tailles
Les quatre satellites galiléens sont les plus grands satellites du système jovien : la 5e plus grande lune du système, Amalthée, a des dimensions de seulement 125 × 73 × 64 km, là où Europe — la plus petite des lunes galiléennes — a un rayon moyen plus de dix fois plus grand, de 1 561 km. Ce sont par ailleurs les seuls satellites de Jupiter suffisamment grands pour avoir une forme sphérique et non irrégulière. Les satellites galiléens représentent 99,997 % de la masse en orbite autour de Jupiter,.
À titre de comparaison, Ganymède, le plus grand de tous les satellites naturels du Système solaire, est nettement plus grand que Mercure et mesure près de trois-quarts du diamètre de Mars. Dans tout le Système solaire, seuls Titan, Triton et la Lune ont des dimensions comparables aux lunes galiléennes.

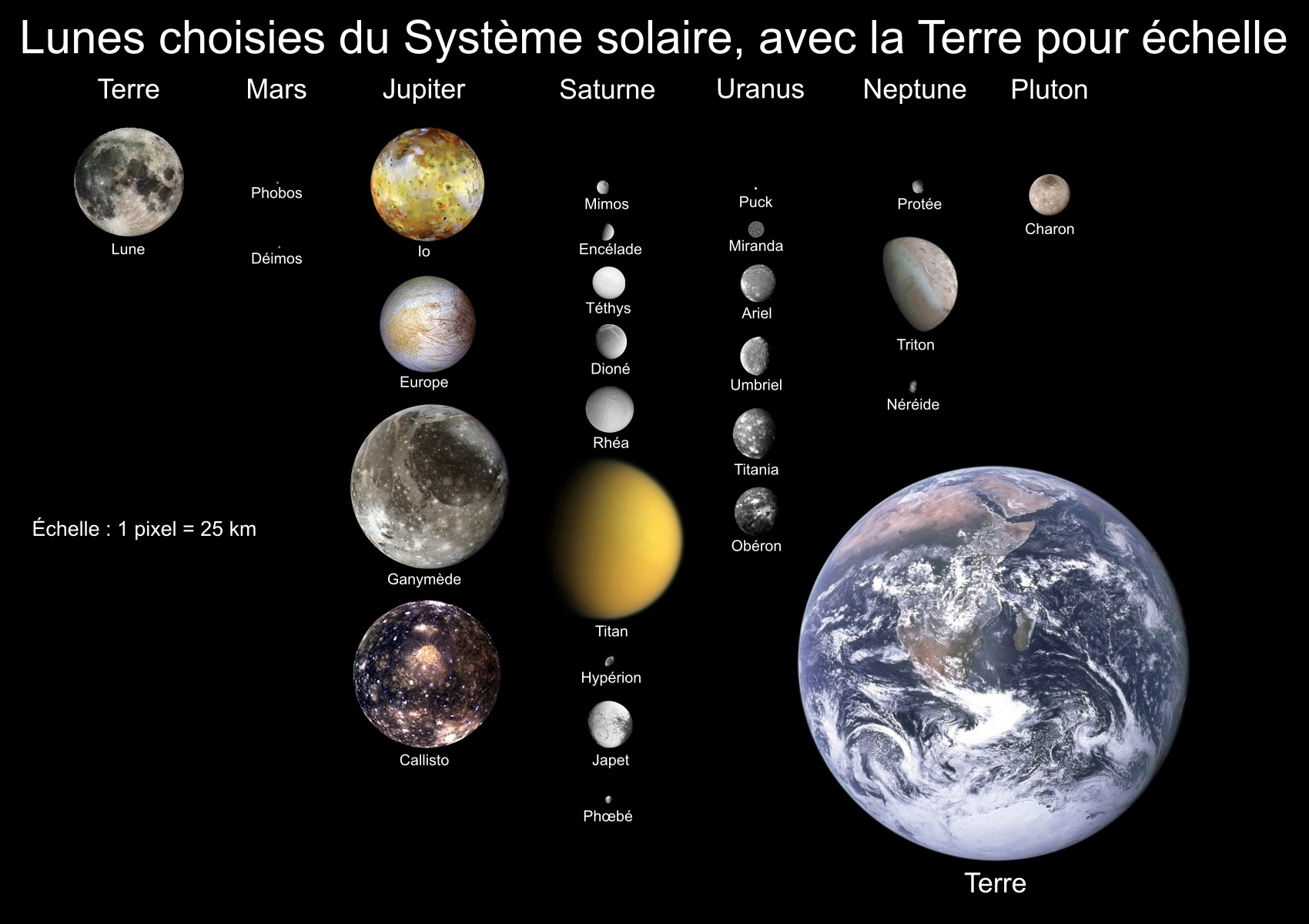
Les lunes galiléennes comparées aux autres plus grandes lunes du Système solaire. La Terre est représentée pour donner l'échelle.

### Orbites
Les lunes galiléennes possèdent des orbites faiblement excentriques (moins de 0,009) et peu inclinées par rapport à l'équateur de Jupiter (moins de 0,74°). Io, la plus proche, est située à 421 800 km de Jupiter, soit un peu moins de six fois le rayon de la planète. Callisto, la plus éloignée, possède un demi-grand axe égal à 1 882 700 km, soit 26 rayons joviens.
Les orbites de Io, Europe et Ganymède, les trois lunes les plus internes, présentent un type de résonance orbitale particulière, dite résonance de Laplace : leurs périodes orbitales sont dans un rapport 1:2:4, c'est-à-dire que Europe met deux fois plus de temps que Io à parcourir son orbite et Ganymède quatre fois plus,,. Leurs phases orbitales sont également liées et empêchent une triple conjonction de se produire. Plus précisément, la relation liant les longitudes des trois satellites est donnée par : {\displaystyle \lambda _{Io}-3\cdot \lambda _{Eu}+2\cdot \lambda _{Ga}=180^{o}+L_{i}}, où {\displaystyle L_{i}} est la libration, les satellites n'étant pas exactement en résonance.
Callisto, plus éloignée, n'est quant à elle pas en résonance avec les autres lunes. Par ailleurs, les autres satellites naturels de Jupiter ayant une masse bien plus faible et étant relativement éloignés des satellites galiléens, leur influence sur les orbites est négligeable.
- Jupiter
- Io
- Europe
- Ganymède
- Callisto

## Formation

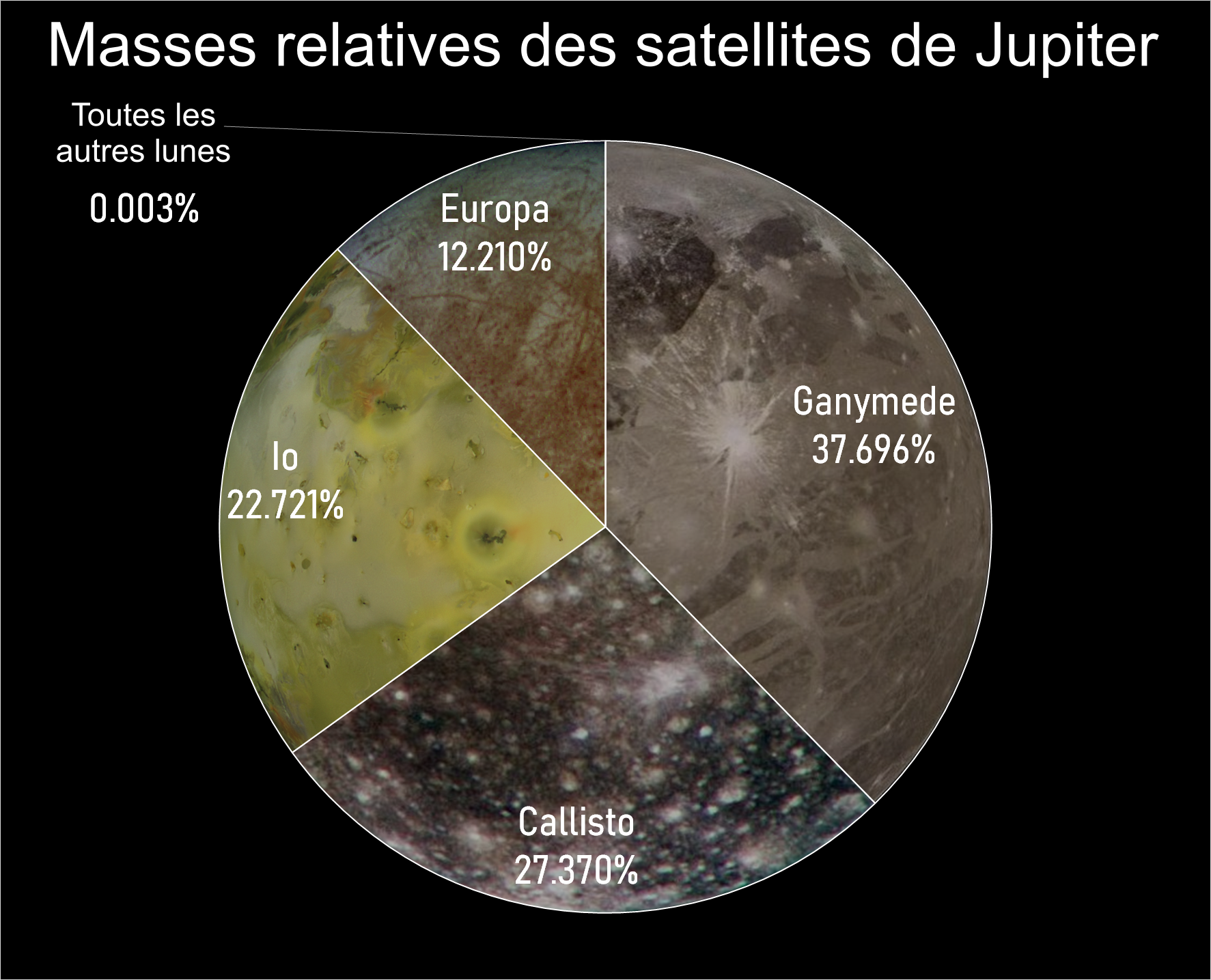
Masses relatives des lunes joviennes. Celles qui sont plus petites qu'Europe ne sont pas visibles à cette échelle.

Il est supposé que les satellites réguliers de Jupiter — dont font partie les satellites galiléens — se sont formés à partir d'un disque circumstellaire, un anneau de gaz d'accrétion et de débris solides autour de Jupiter analogue à un disque protoplanétaire. Cependant, il n'existe pas de consensus clair sur le mécanisme de formation des satellites,.
Les simulations suggèrent que, bien que ce disque ait eu une masse relativement élevée à un moment donné, au fil du temps, une fraction substantielle (plusieurs dixièmes de pourcents) de la masse de Jupiter capturée dans la nébuleuse solaire y serait passée. Cependant, un disque d'une masse de seulement 2 % de celle de Jupiter est suffisant pour expliquer la présence des satellites existants, et notamment l'existence des satellites galiléens qui constituent l'extrême majorité de la masse en orbite autour de Jupiter,.
Ainsi, un premier modèle suggère qu'il y aurait eu plusieurs générations de satellites d'une masse comparable aux satellites galiléens dans les débuts de l'histoire de Jupiter,. Chaque génération de lunes aurait connu une rotation en spirale vers Jupiter, en raison de la traînée du disque, avant de se désintégrer une fois situées dans la limite de Roche de la planète. De nouvelles lunes se seraient ensuite formées à partir d'autres débris capturés dans la nébuleuse. Au moment où la génération actuelle s'est formée, le disque était aminci au point de ne plus interférer fortement avec les orbites des lunes. Aussi, si les lunes sont toujours ralenties par une traînée, elles sont également protégées par la résonance de Laplace fixant les orbites de Io, Europe et Ganymède.
Cependant, un modèle concurrent suggère que les lunes se seraient formées lentement à partir du disque protoplanétaire et qu'il n'y aurait pas eu de générations : les différences de Io totalement rocheuse à Callisto composée à moitié de glace et de roche seraient dues à cette lente formation, ainsi que la création de la résonance de Laplace,.
Alors que les modèles antérieurs de la formation des satellites galiléens présupposent l'omniprésence de la glace dans leurs blocs de construction, une nouvelle étude propose en 2023 un scénario original où ces corps se seraient agglomérés à partir de solides initialement appauvris en eau. La glace d'Europe, Ganymède et Callisto proviendrait de la désydratation des phyllosilicates de matériaux chondritiques pauvres en glace libre,.

## Observation

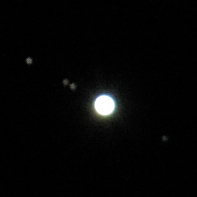
Les lunes galiléennes vues par un télescope amateur. De gauche à droite : Ganymède, Europe, Io, Jupiter et Callisto.

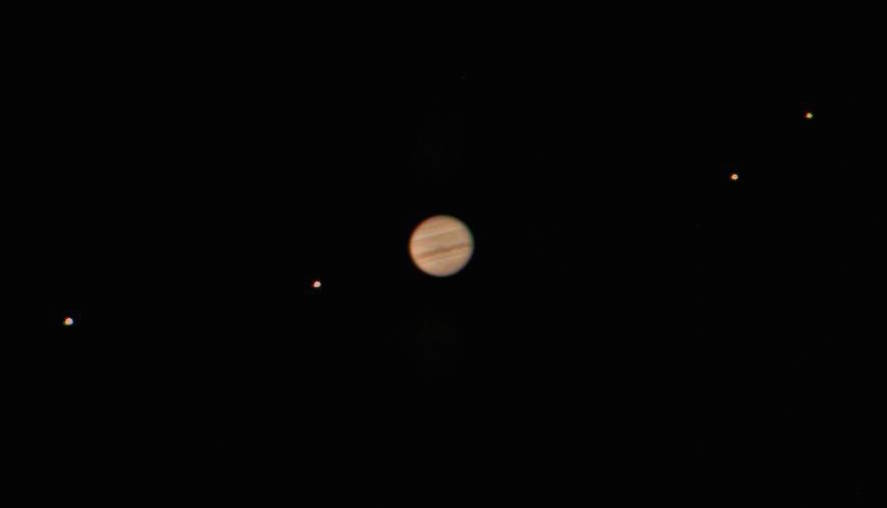
Jupiter et les lunes galiléennes observées avec un télescope 10" LX200.

Les quatre lunes galiléennes seraient suffisamment brillantes pour pouvoir être perçues à l'œil nu, si elles étaient plus éloignées de Jupiter. Ainsi, la principale difficulté pour les observer tient au fait qu'elles sont situées très près de la planète et donc noyées dans sa luminosité, qui est 200 fois supérieure à la leur. Leur séparation angulaire maximale de Jupiter est comprise entre 2 et 10 minutes d'arc, proche de la limite de la vision humaine. Elles sont cependant distingables avec des jumelles de faible grossissement,.
Cette difficulté d'observation à l'œil nu amène certains astronomes à remettre en cause la prétention que Gan De ait pu voir les lunes plus de deux millénaires avant l'invention des lunettes astronomiques et des télescopes. Cependant, dès le XIXe siècle, Simon Newcomb avance qu'une conjonction de Ganymède et de Callisto à l'opposition pourrait permettre de surpasser l'éblouissement causé par Jupiter. Cela nécessiterait cependant une très bonne acuité visuelle, et les risques de faux positif sont trop élevés pour que cela puisse être confirmé de façon générale.
Lorsque les lunes passent entre Jupiter et la Terre, un transit se produit. Les lunes, notamment Ganymède du fait de ses plus grandes dimensions, projettent également des ombres sur la planète, visibles avec un télescope. Des doubles transits — deux lunes simultanément en transit devant Jupiter — se produisent une à deux fois par mois. Un triple transit, comme celui observé par Hubble d'Europe, Callisto et Io le 24 janvier 2015, n'arrive qu'une ou deux fois par décennie,. Du fait de la résonance orbitale des trois lunes galiléennes intérieures, il est cependant impossible d'observer un quadruple transit.
| Lune     | Magnitude apparente à l'opposition | Albédo géométrique | Séparation maximale à l'opposition |
| -------- | ---------------------------------- | ------------------ | ---------------------------------- |
| Io       | 5,02 ± 0,03                        | 0,63 ± 0,02        | 2' 27"                             |
| Europe   | 5,29 ± 0,02                        | 0,67 ± 0,03        | 3' 54"                             |
| Ganymède | 4,61 ± 0,03                        | 0,43 ± 0,02        | 6' 13"                             |
| Callisto | 5,65 ± 0,10                        | 0,17 ± 0,02        | 10' 56"                            |

## Histoire des observations

### Découverte

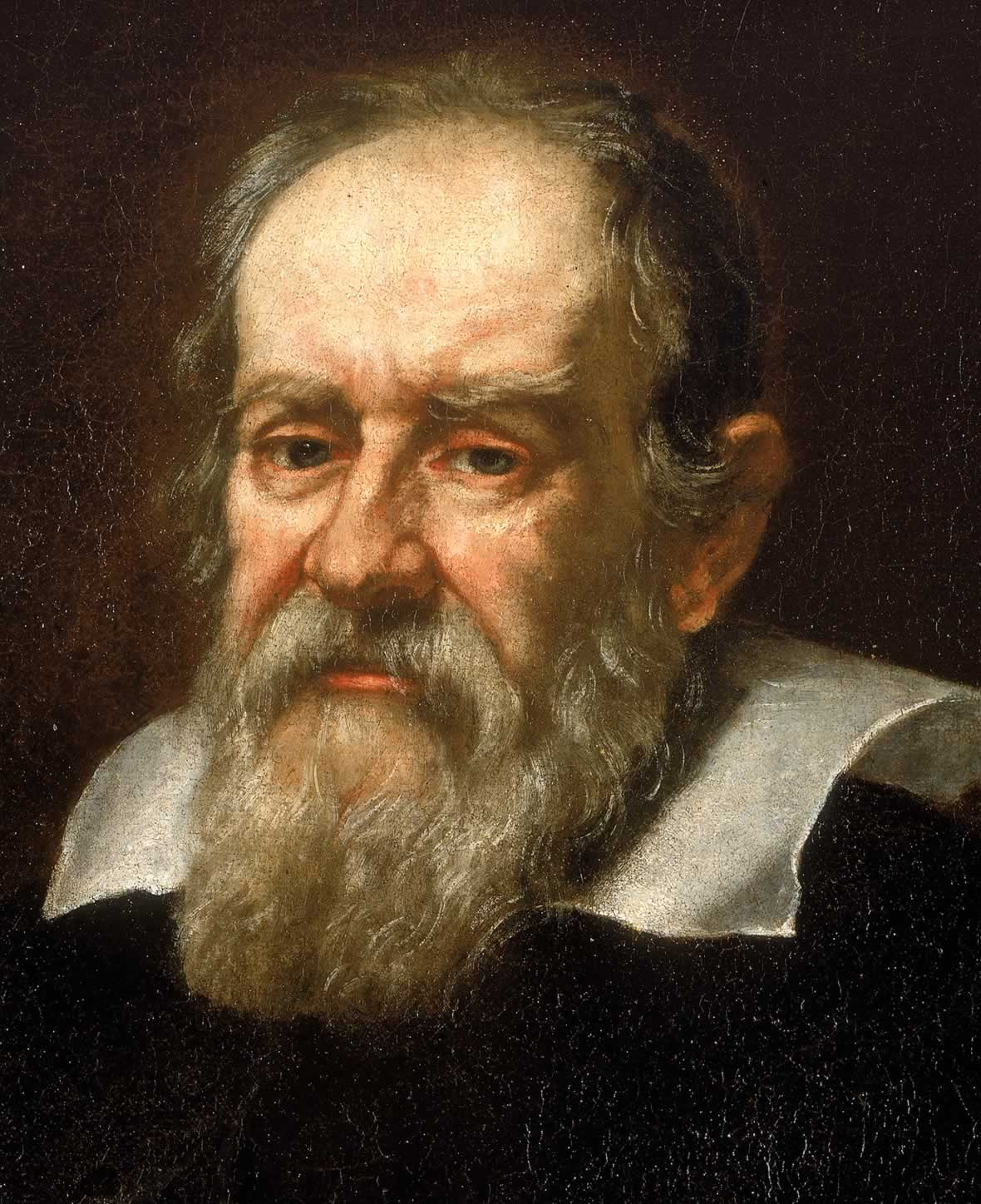
Galilée.

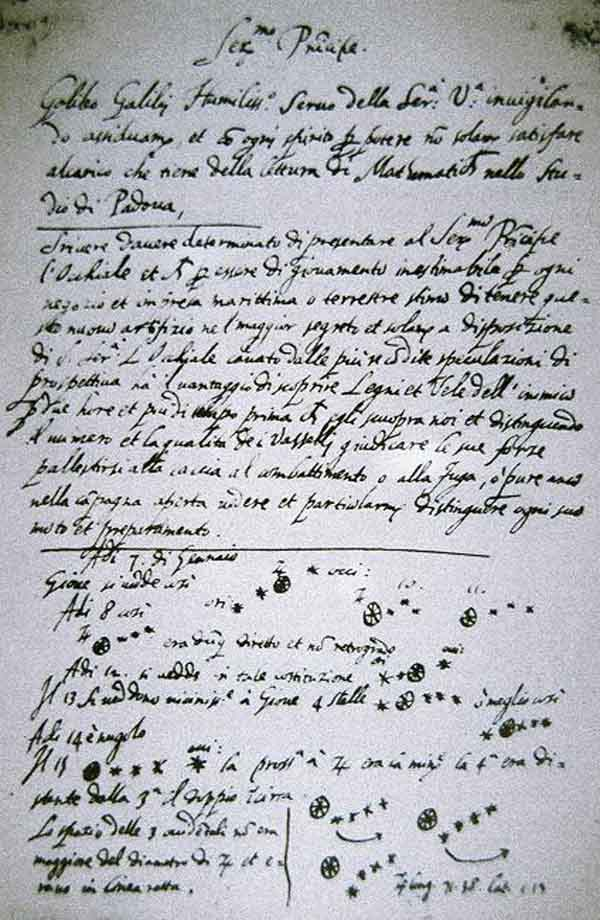
Brouillon d'une lettre de Galilée Galilée à Leonardo Donato, Doge de Venise. La partie inférieure de la feuille montre l'utilisation de sa lunette : alors qu'il regarde le ciel en janvier 1610, il note ses premières observations de Jupiter et de ses lunes, en voyant parfois trois et parfois quatre.

Grâce à des améliorations réalisées par Galilée à sa lunette astronomique, atteignant alors un grossissement de 20, il parvient à observer des objets célestes plus distinctement que ce qui était auparavant possible, voire en observer de nouveaux comme les satellites galiléens.
Le 7 janvier 1610, Galilée écrit une lettre mentionnant l'observation à l'Université de Padoue de trois étoiles fixes près de Jupiter avec sa lunette astronomique,. Il n'en observe alors que trois : il ne parvient ainsi pas à distinguer Io et Europe en raison de la faible puissance de sa lunette et les deux astres sont donc enregistrés comme un seul point de lumière. Le lendemain, il les voit pour la première fois comme des corps séparés : le 8 janvier 1610 est donc considéré comme la date de découverte d'Europe et de Io par l'IAU,. Il continue ses observations régulièrement jusqu'en mars 1610, date à laquelle il publie à Venise Sidereus nuncius (« le Messager stellaire ») dans lequel il conclut que ces corps ne sont pas des étoiles fixes mais bien des objets célestes orbitant autour de Jupiter,.
Il s'agit des premiers satellites naturels découverts en orbite autour d'une autre planète que la Terre. Ces astres, également les premiers découverts à l'aide d'un instrument et non à l'œil nu, démontrent que la lunette astronomique puis les télescopes ont un intérêt réel pour les astronomes en leur permettant d'observer de nouveaux objets célestes. Par ailleurs, la découverte d'objets orbitant autour d'une autre planète que la Terre fournit une très importante preuve infirmant le géocentrisme,. Si Sidereus nuncius ne mentionne pas explicitement le modèle héliocentrique promu par Nicolas Copernic, il semble que Galilée aurait été un partisan de cette théorie,.
Xi Zezong, historien de l'astronomie, défend que l'astronome chinois Gan De aurait observé une « petite étoile rouge » près de Jupiter en 362 av. J.-C., ce qui aurait pu être Ganymède,. Des astronomes défendent en effet que les lunes galiléennes peuvent être distinguées à l'œil nu, lors de leur élongation maximale et dans des conditions d'observation exceptionnelles. Si cela était confirmé, cela pourrait précéder la découverte de Galilée de près de deux millénaires,. Cependant, cela est rejeté par certains astronomes car les lunes galiléennes sont trop noyées dans l'éclat de Jupiter pour être observables à l'œil nu, qui plus est lorsque l'on ignore leur existence,.
En 1614, dans son Mundus Iovialis anno M.DC.IX Detectus Ope Perspicilli Belgici (Le monde jovien découvert en 1609 grâce au télescope belge), l'astronome allemand Simon Marius prétend avoir découvert ces objets fin 1609, quelques semaines avant Galilée,. Ce dernier émet un doute sur cette affirmation en 1623 et rejette le travail de Marius comme du plagiat, accusations auxquelles celui-ci ne peut répondre car il meurt peu après,. Finalement, la paternité de la découverte des satellites est attribuée à celui qui a publié en premier son travail, expliquant que Galilée soit le seul crédité,. Cependant, si la réputation de Marius est entachée par ces accusations de plagiat, des astronomes comme Oudemans estiment qu'il avait tout à fait les capacités de faire cette découverte de son côté simultanément. Par ailleurs, Simon Marius est le premier à publier des tables astronomiques des mouvements des satellites, en 1614,.

### Appellations

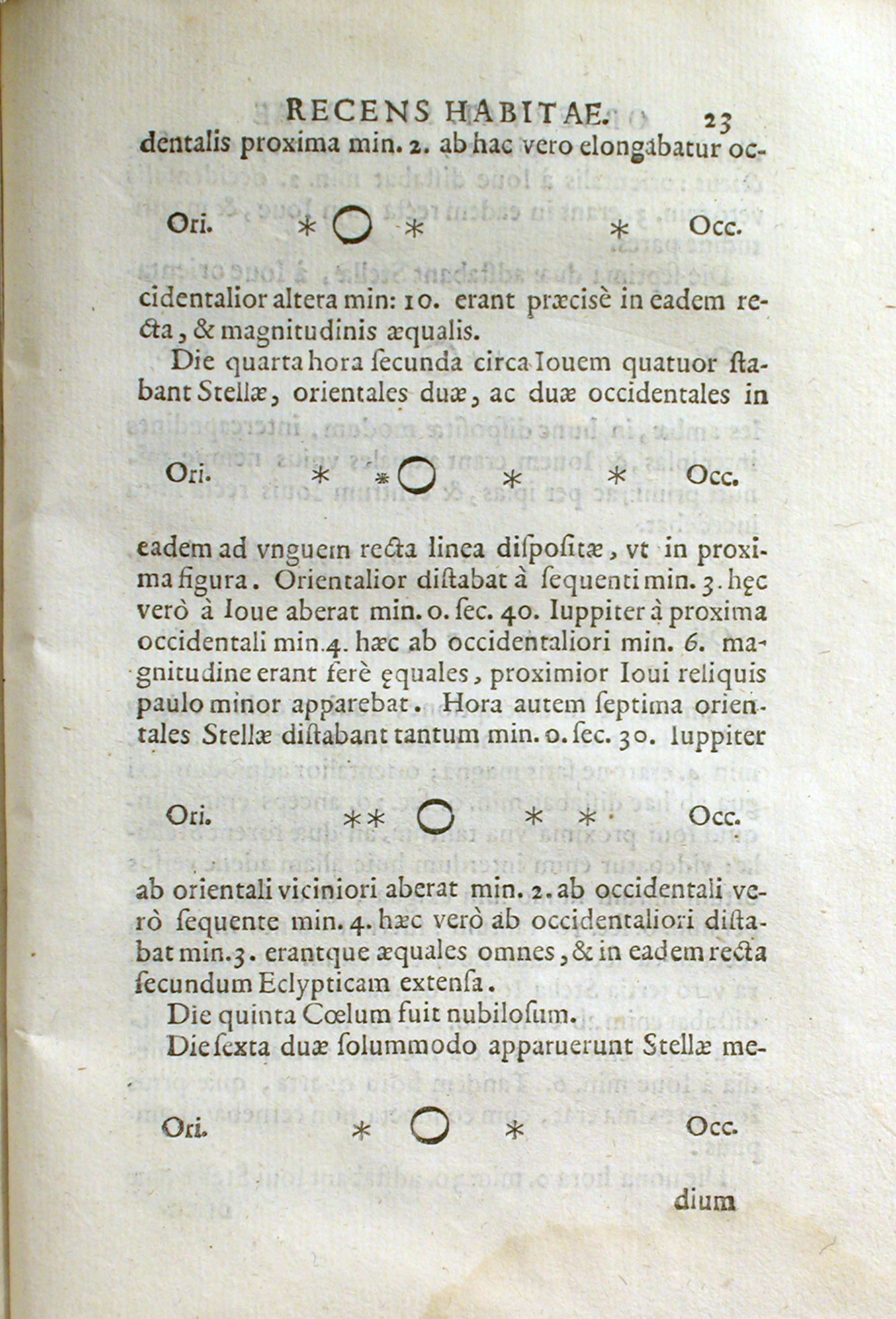
Dessins de l'évolution de la position des lunes, alors appelées Medicea Sidera, dans Sidereus nuncius (1610).

Galilée ayant été de 1605 à 1608 le précepteur de Cosme II de Médicis — entre-temps devenu Grand-duc de Toscane en 1609 —, il cherche à utiliser cette découverte pour gagner ses faveurs et à ce qu'il devienne son mécène. Ainsi, peu après sa découverte, il écrit au secrétaire du Grand-duc, : 

« Dieu m'a gratifié de pouvoir, par un signe aussi singulier, révéler à mon Seigneur ma dévotion et le désir que son nom glorieux vive comme un égal parmi les étoiles, et puisque c'est à moi, le premier découvreur, de nommer ces nouvelles planètes, je souhaite, à l'imitation des grands sages qui ont placé les plus excellents héros de cette époque parmi les étoiles, inscrire celles-ci au nom de son Altesse Sérénissime le Grand-Duc. »

— Galilée, le 13 février 1610
Il demande par ailleurs si les astres doivent être nommés les Cosmica Sidera en français : « étoiles cosmiennes » d'après Cosme seul, ou les Medicea Sidera en français : « étoiles médicéennes », ce qui honorerait les quatre frères de la maison de Médicis (Cosme, Francesco, Carlo et Lorenzo). Le secrétaire, d'après l'avis de Cosme II, répond que la seconde proposition est la meilleure,,.
Le 19 mars, il envoie au Grand-duc la lunette qu'il a utilisée pour observer pour la première fois les lunes de Jupiter avec un exemplaire de son Sidereus Nuncius où, suivant l'avis du secrétaire, il nomme les quatre lunes Medicea Sidera,. En introduction de cette publication, il écrit par ailleurs, : 

« À peine les grâces immortelles de votre âme ont-elles commencé à briller sur Terre que des étoiles brillantes s'offrent dans les cieux qui, comme des langues, parleront et célébreront vos plus excellentes vertus pour toujours. Voici donc quatre étoiles réservées à votre illustre nom (...) qui (...) font leurs voyages et orbites avec une vitesse merveilleuse autour de l'étoile de Jupiter (...) comme des enfants de la même famille. (...) En effet, il semble que le Créateur des Étoiles lui-même, par des arguments clairs, m'ait exhorté à appeler ces nouvelles planètes par le nom illustre de Votre Altesse avant tous les autres. »

— Galilée,  Sidereus Nuncius

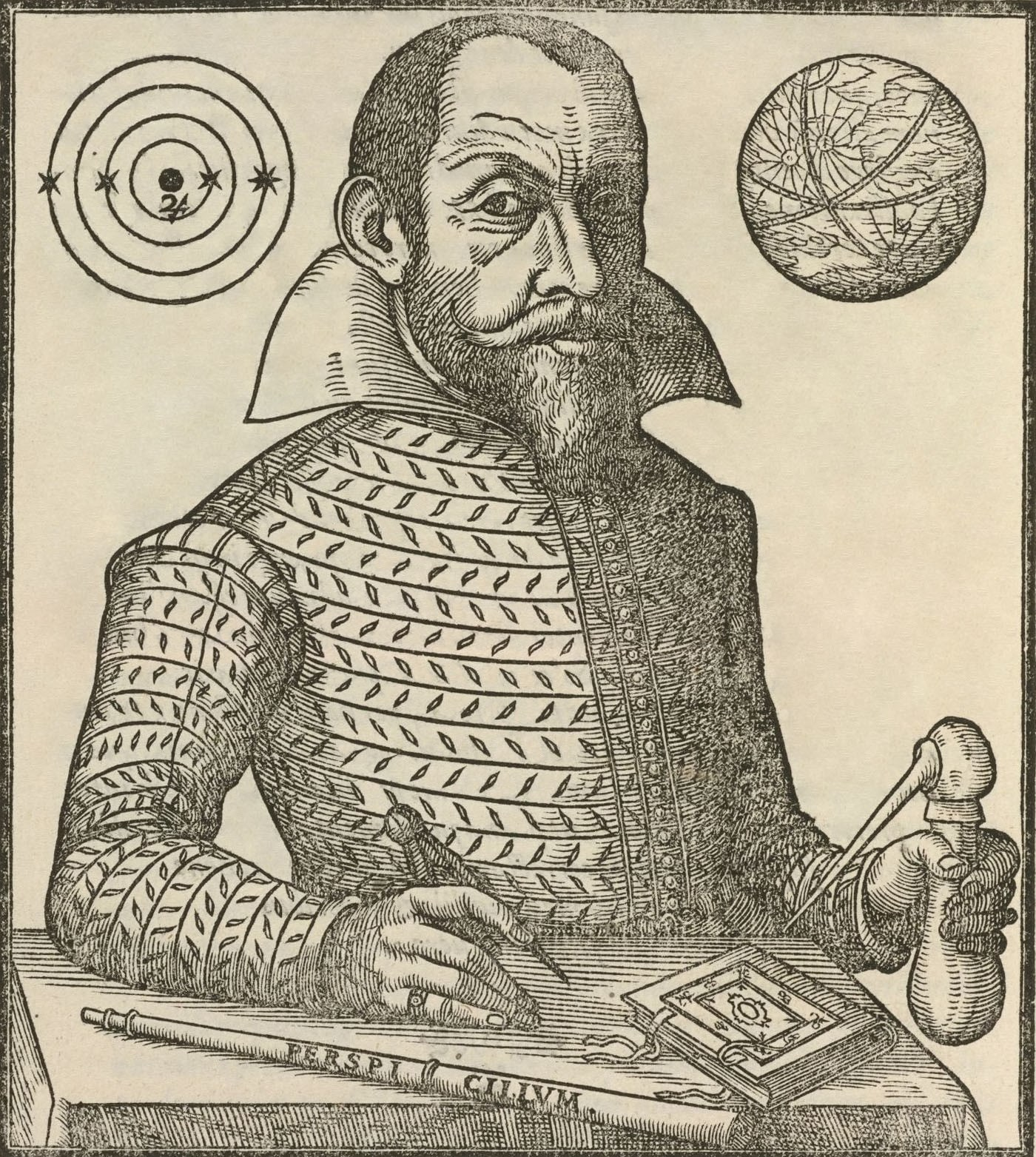
Simon Marius.

Parmi les autres noms proposés, on retrouve Principharus, Victipharus, Cosmipharus et Ferdinandipharus, en l'honneur des quatre frères Médicis, noms que Giovanni Hodierna, disciple de Galilée et auteur des premières éphémérides (Medicaeorum Ephemerides, 1656), utilise. Johannes Hevelius les appelle Circulatores Jovis ou Jovis Comites, et Jacques Ozanam Gardes ou Satellites (du latin satelles, satellitis : « escorte »). Nicolas-Claude Fabri de Peiresc, quant à lui, leur donne les noms suivants par ordre d'éloignement à Jupiter : Cosme le Jeune, Cosme l'Ancien, Marie et Catherine.

Cependant, bien que Simon Marius ne soit pas crédité pour la découverte des satellites galiléens, ce sont les noms qu'il leur a donnés qui restent dans la postérité,. Dans sa publication de 1614, Mundus Jovialis, il propose plusieurs noms alternatifs pour la lune la plus proche de Jupiter comme « la Mercure de Jupiter » et « la première planète jovienne » et fait de même pour les suivantes,. À partir d'une suggestion de Johannes Kepler en octobre 1613, il conçoit également un schéma de dénomination selon lequel chaque lune est nommée d'après une maîtresse ou un amant du dieu grec Zeus (son équivalent romain étant Jupiter),. Par ordre d'éloignement à la planète, il les nomme donc Io, Europe, Ganymède et Callisto, écrivant, : 

« Les poètes reprochent à Jupiter ses amours irrégulières. Trois jeunes filles sont spécialement mentionnées comme ayant été courtisées clandestinement par Jupiter avec succès. Io, fille de l'Inachos, Callisto de Lycaon, Europe d'Agenor. Puis il y a Ganymède, le beau-fils du roi Tros, que Jupiter, ayant pris la forme d'un aigle, transporte au ciel sur son dos, comme le racontent fabuleusement les poètes, et notamment Ovide. Je pense donc que je n'aurai pas mal fait si la Première est appelée par moi Io, la Deuxième Europe, le Troisième, en raison de la majesté de sa lumière, Ganymède, la Quatrième Callisto. »

— Simon Marius, Mundus Jovialis
Galilée refuse d'utiliser les noms proposés par Marius et invente par conséquent le système de numérotation permanente qui est encore utilisé de nos jours, en parallèle avec les noms propres. La numérotation commence par la lune la plus proche de Jupiter : I pour Io, II pour Europe, III pour Ganymède et IV pour Callisto. Galilée utilise ce système dans ses cahiers de notes. Une raison avancée pour la non adoption des noms propres proposés par Galilée est que les astronomes anglais et français, qui n'avaient pas la même relation vis-à-vis de la famille de Médicis, estimaient que les lunes appartenaient plus à Jupiter qu'à des princes vivants.
Les noms donnés par Simon Marius ne commencent à être largement utilisés que des siècles plus tard, au XXe siècle,. Dans une grande partie de la littérature astronomique antérieure, les lunes étaient généralement désignées par leur désignation numérique romaine, avec par exemple Io comme « Jupiter I » ou comme « le premier satellite de Jupiter »,. Ceci qui perd en popularité après la découverte de satellites ayant des orbites plus intérieures, comme Amalthée en 1892, puis de nombreux nouveaux satellites de Jupiter au début du XXe siècle,.

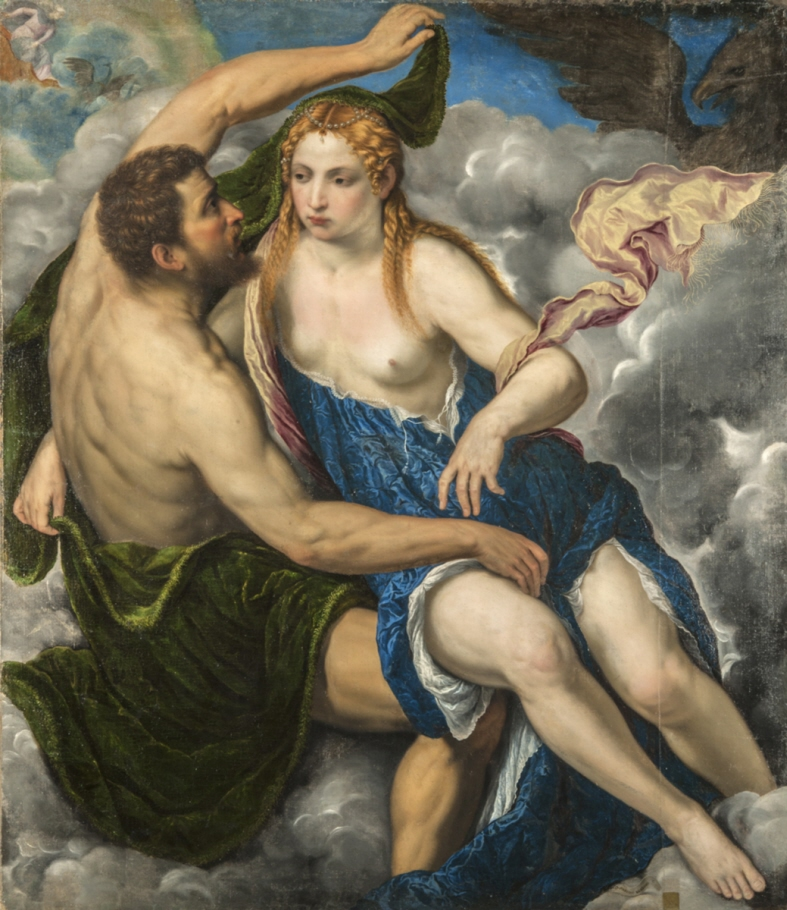
Jupiter et Io de Pâris Bordone.
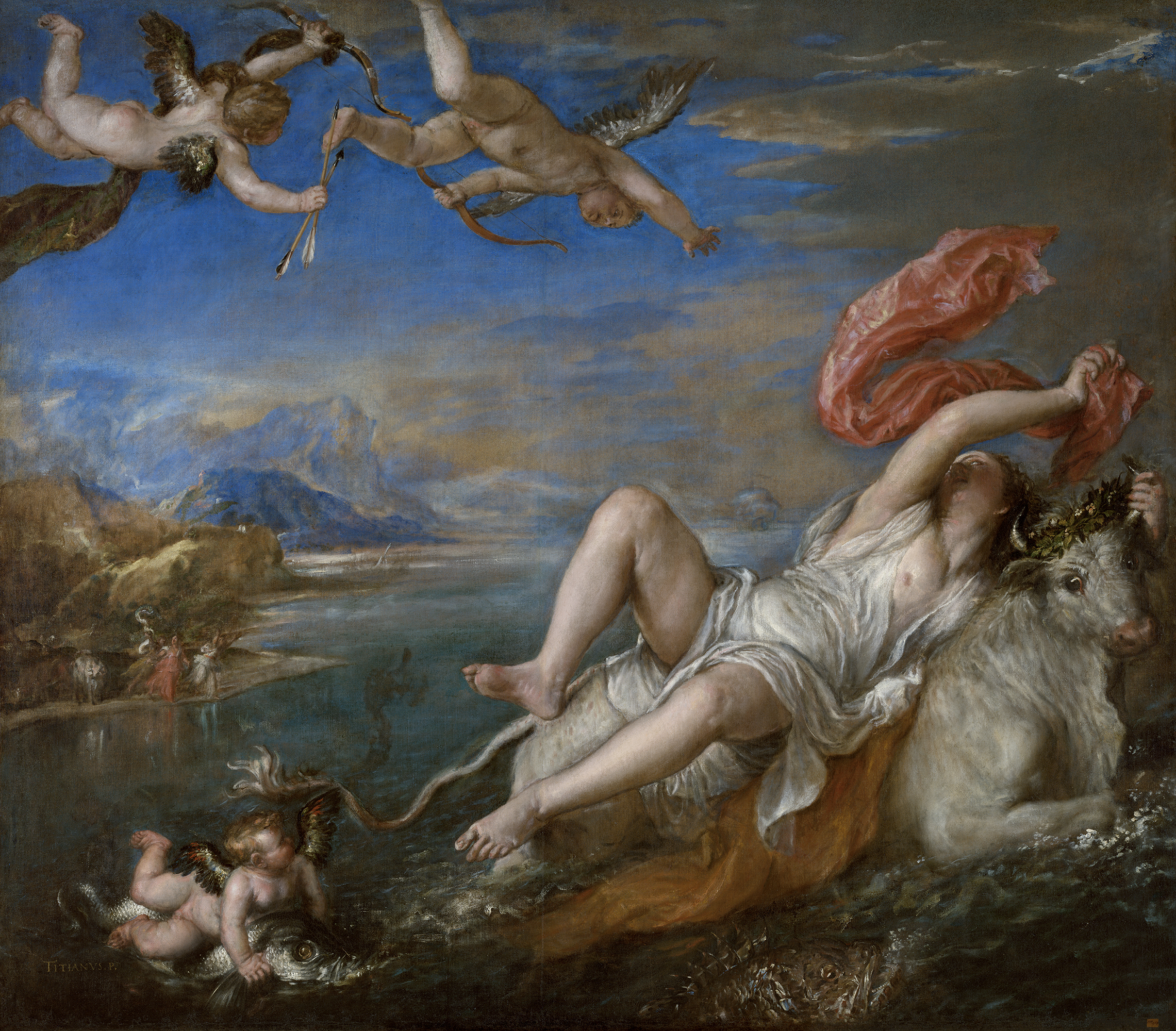
Le Rapt d'Europe de Titien.
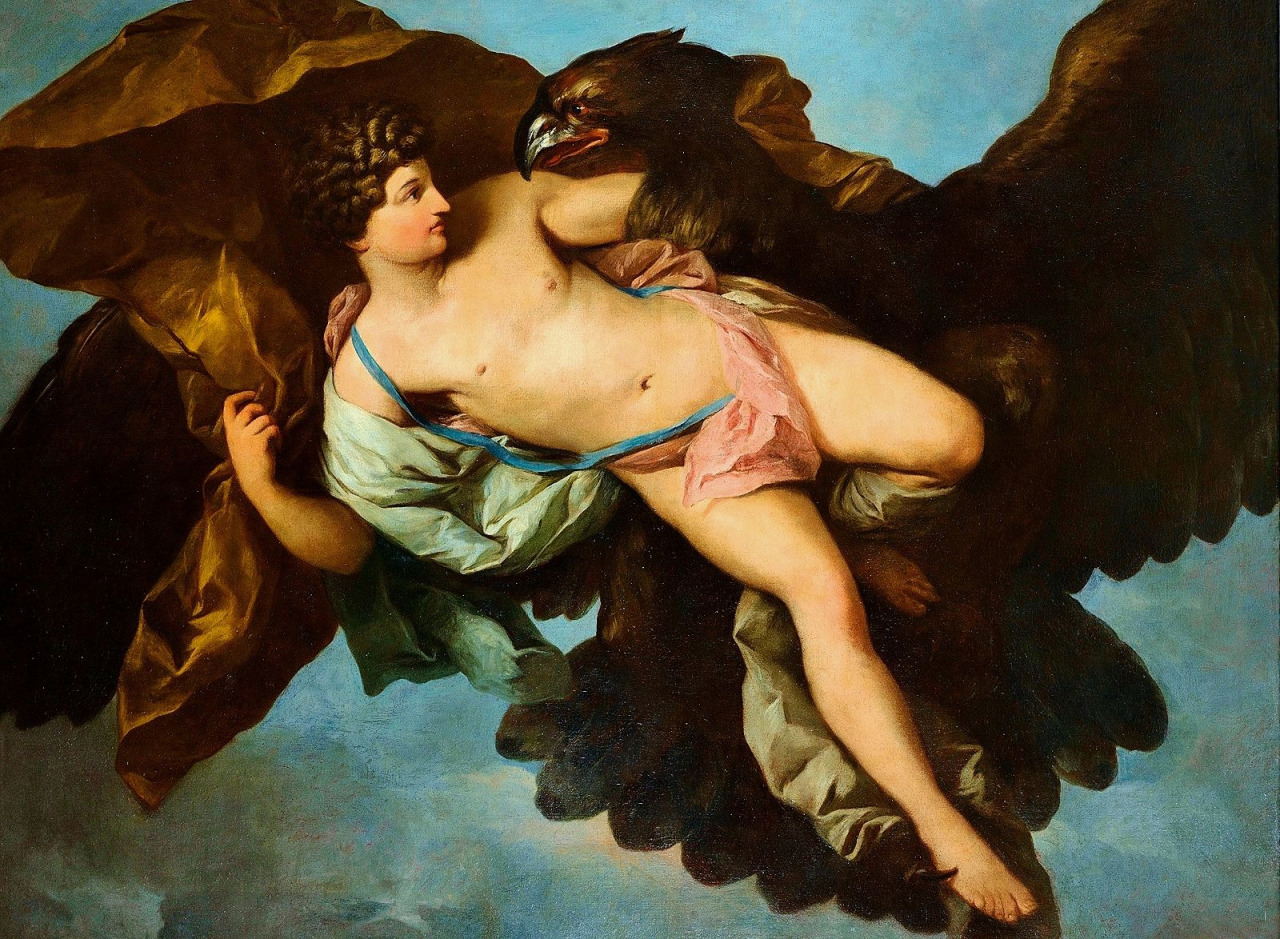
Le rapt de Ganymède de Bénigne Gagneraux.
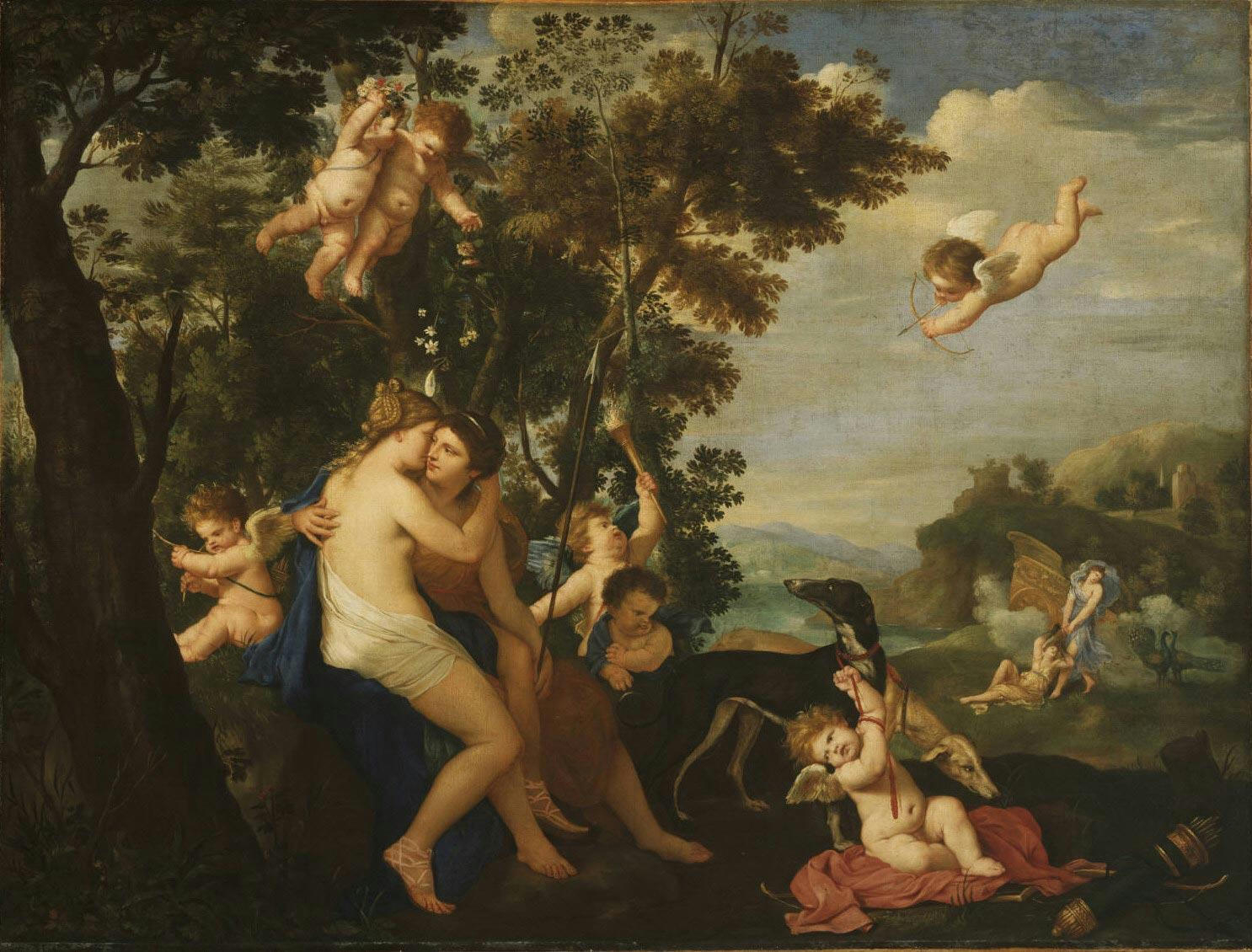
Jupiter et Callisto de Karel Philips Spierincks.

### Détermination de la longitude

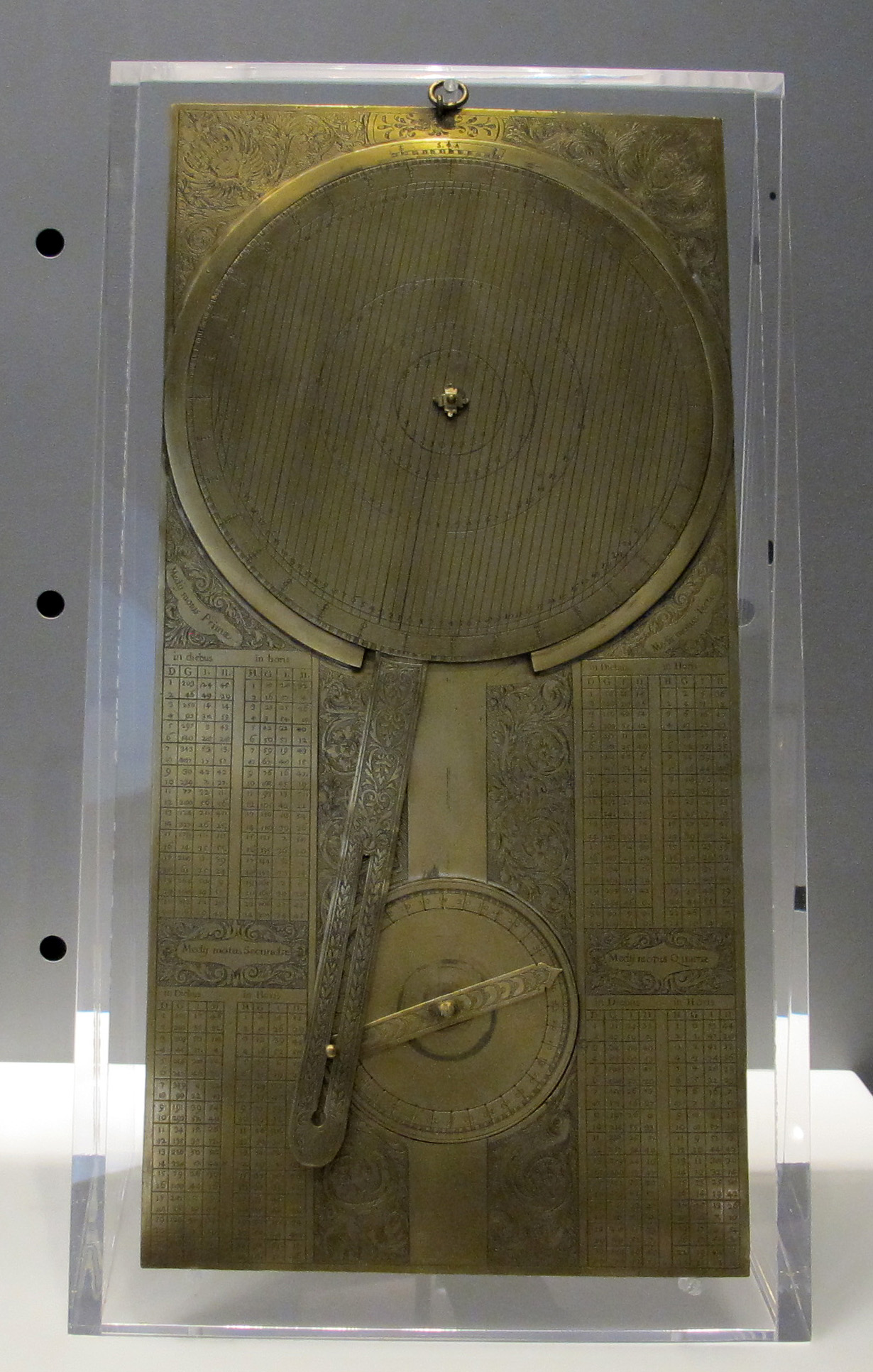
Un jovilabe au Musée Galilée.

Galilée met au point vers 1612 une méthode de détermination de la longitude reposant sur la synchronisation des orbites des lunes galiléennes avec des éphémérides,. Ainsi, les heures des éclipses des lunes — il s'en déroule plusieurs tous les jours terrestres — peuvent être calculées avec précision à l'avance et comparées aux observations locales sur terre ou sur bateau pour déterminer l'heure locale et donc la longitude.
La méthode nécessite un télescope car les lunes ne sont pas visibles à l'œil nu. Cependant, le principal problème de cette technique est qu'il est difficile d'observer les lunes galiléennes à l'aide d'un télescope sur un navire en mouvement, problème que Galilée essaie de résoudre avec l'invention du celatone, un dispositif en forme de casque avec un télescope monté,.
Pour permettre la détermination du temps à partir des positions des lunes observées, un appareil appelé jovilabe est proposé : il s'agit d'un calculateur analogique qui donne le jour et l'heure à partir des positions observées des lunes et qui tire son nom de ses similitudes avec un astrolabe,. Les problèmes pratiques restent grands et cette méthode n'est finalement jamais utilisée en mer,.
À l'inverse, sur terre, cette méthode s'avère utile et précise. Un des premiers exemples est la mesure de la longitude du site de l'ancien observatoire de Tycho Brahe sur l'île de Hven, grâce à des tables des éclipses publiées en 1668 par Jean-Dominique Cassini,. Ainsi, ce dernier faisant des observations à Paris et Jean Picard sur Hven en 1671 et 1672, ils parviennent à obtenir une valeur de 42 minutes 10 secondes à l'est de Paris, correspondant à 10° 32′ 30″, soit environ 12 minutes d'arc (1/5°) de plus que la valeur exacte. Par ailleurs, cette méthode est utilisée par les deux mêmes astronomes pour cartographier la France.
Le développement de cette méthode de détermination de la longitude permit aussi l'observation fortuite d'un phénomène inattendu : l'heure d'observation des éclipses des satellites galiléens dépendait de la période de l'année où la Terre se trouvait proche ou éloignée de Jupiter. Cela fût interprété par Ole Rømer comme le fait que la vitesse de la lumière a une valeur finie, estimée à l'époque aux deux tiers de la valeur actuellement retenue.
En 1690 des tables plus précises des éclipses de Io sont publiées dans Connaissance des temps, la précision des éphémérides étant progressivement améliorée lors du siècle suivant, notamment par Giacomo Filippo Maraldi, James Bradley et Pehr Wilhelm Wargentin.

### Observations ultérieures au télescope

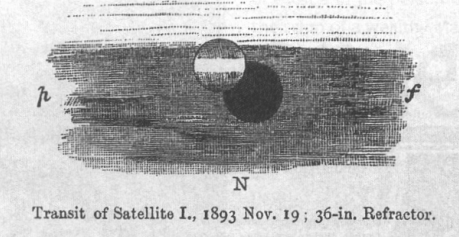
Dessin de Io par Edward E. Barnard lors de son transit devant Jupiter en 1893. Il note clairement les zones polaires plus foncées.

Pendant les deux siècles et demi suivants, les satellites demeurent des points lumineux non résolus d'une magnitude apparente d'environ 5 à l'opposition dans les télescopes des astronomes. Au cours du XVIIe siècle, les satellites galiléens servent à valider la troisième loi de Kepler sur le mouvement des planètes ou encore déterminer le temps nécessaire à la lumière pour voyager entre Jupiter et la Terre. Grâce aux éphémérides produits par Jean-Dominique Cassini, Pierre-Simon de Laplace crée une théorie mathématique pour expliquer la résonance orbitale de Io, Europe et Ganymède, ce qui aboutit à une amélioration des prédictions des orbites des lunes,. Cette résonance s'est avérée plus tard avoir un effet profond sur les géologies des trois lunes,.
Les progrès des télescopes à la fin du XIXe siècle permettent aux astronomes de résoudre les grandes caractéristiques de la surface de Io, notamment. Dans les années 1890, Edward E. Barnard est le premier à observer des variations de la luminosité de Io entre ses régions équatoriales et polaires, en déduisant correctement qu'elles sont dues à des différences de couleur et d'albédo entre ces deux régions, et non pas à une hypothétique forme d'œuf du satellite, comme cela était proposé par William Pickering, ou bien deux objets distincts, comme initialement pensé par Barnard lui-même,,.

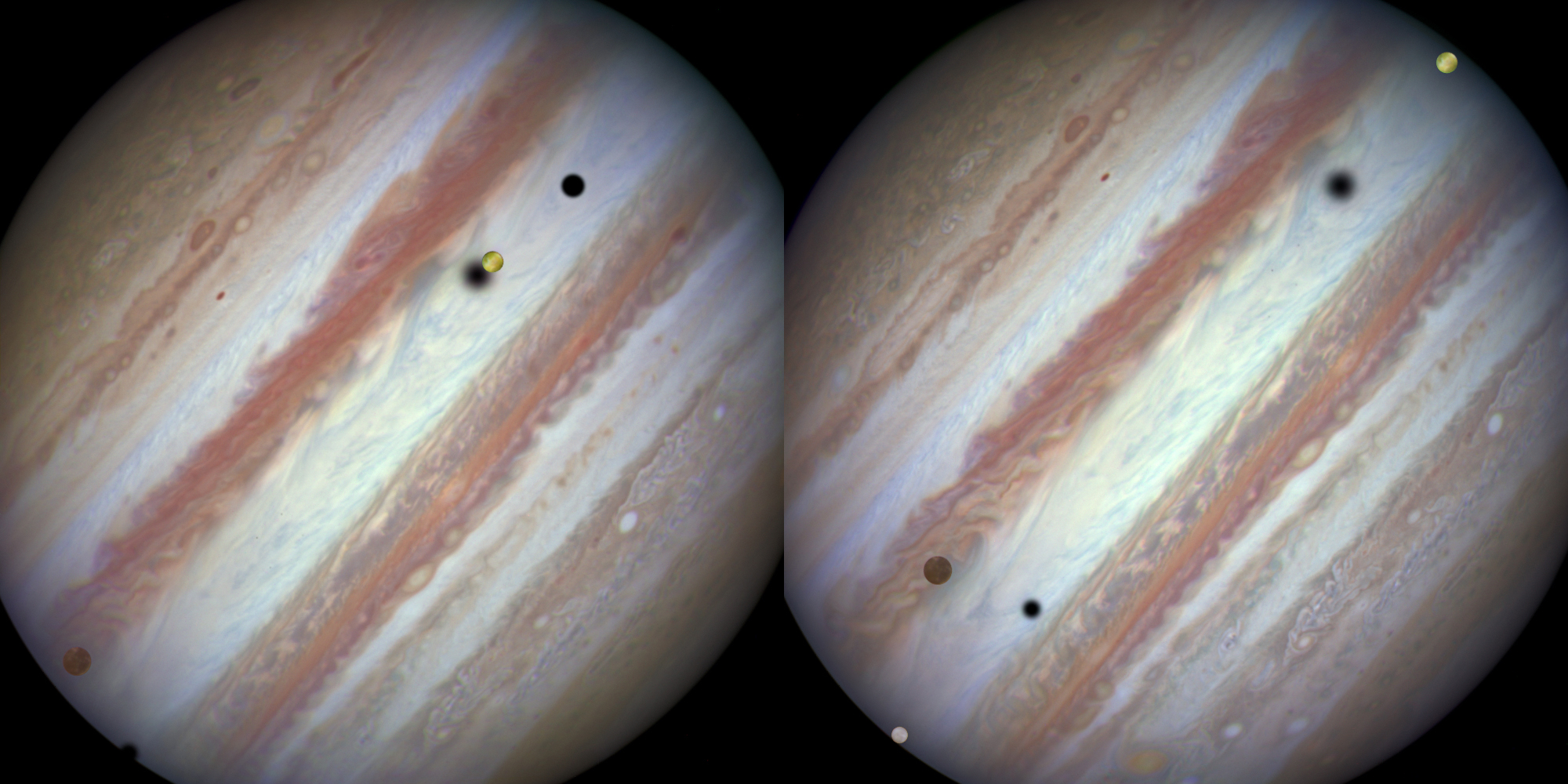
Photos dHubble d'un triple transit devant Jupiter par Europe, Callisto et Io le 24 janvier 2015.

Les observations télescopiques du milieu du XXe siècle permettent d'obtenir des informations sur les lunes. Par exemple, les observations spectroscopiques suggèrent que la surface de Io est vierge de glace d'eau, une substance pourtant trouvée en grande quantité sur les autres satellites galiléens.
À partir des années 1970, la majorité des informations sur les lunes lune sont obtenues grâce à l'exploration spatiale. Cependant, à la suite de la destruction planifiée de Galileo dans l'atmosphère de Jupiter en septembre 2003, de nouvelles observations viennent de télescopes terrestres. En particulier, l'imagerie par optique adaptative du télescope Keck à Hawaï et l'imagerie du télescope spatial Hubble permettent de surveiller les lunes, même sans engin spatial dans le système jovien,,,.

## Exploration spatiale

### Missions passées

#### ProgrammePioneer

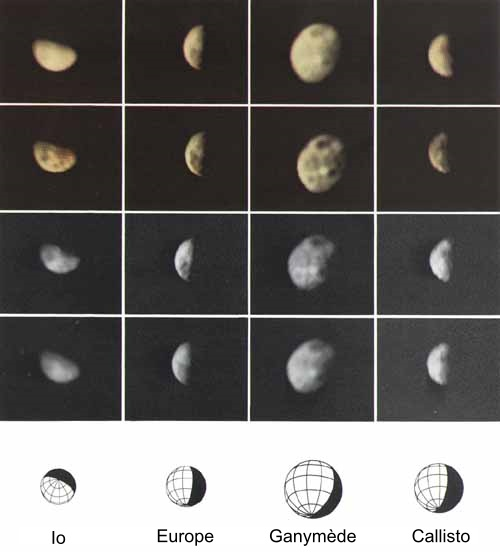
Meilleures images prises par Pioneer 10 et Pioneer 11.

L'exploration spatiale de lunes galiéennes débute par les survol des sondes spatiales de la NASA Pioneer 10 et Pioneer 11, en 1973 et 1974 respectivement,. Les deux sondes passent à faible distance de Jupiter et de plusieurs de ses lunes en effectuant les premières photos détaillées de ces corps célestes, celles-ci restant cependant de faible résolution,.
Elles apportent des données scientifiques permettant l'étude des lunes avec, par exemple, pour Io un meilleur calcul de sa densité et la découverte d'une mince atmosphère ou pour Ganymède une détermination plus précise de ses caractéristiques physiques et des premières images de ses éléments de la surface.

#### ProgrammeVoyager

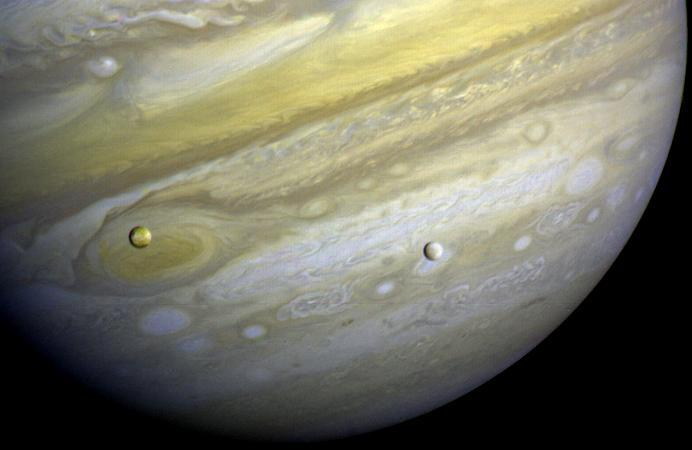
Io à gauche et Europe à droite, prises en 1979 par Voyager 1.

Le système jovien est à nouveau survolé en 1979 par les sondes jumelles Voyager 1 et Voyager 2, leur système d'imagerie plus avancé permettant d'obtenir des images beaucoup plus détaillées,,.
Les nombreux instruments emportés par ces sondes spatiales, combinés aux 33 000 photos réalisées, permettent d'effectuer une étude approfondie des lunes galiléennes et mènent notamment à la découverte du volcanisme sur Io, les premiers volcans actifs découverts sur un autre corps du Système solaire que la Terre,. Dans le sillage de Io, un tore de plasma jouant un rôle important dans la magnétosphère de Jupiter est détecté,,.
Elles fournissent des images plus détaillées de la surface jeune et glacée d'Europe, laissant suspecter une activité tectonique en cours. Ces images amènent également de nombreux scientifiques à spéculer sur la possibilité d'un océan liquide souterrain. Elles apportent des précisions sur la taille de Ganymède, révélant qu'elle est en fait supérieur à celle de Titan ce qui permet de la reclasser comme plus gros satellite naturel du Système solaire. Plus de la moitié de la surface de Callisto est photographiée à une résolution de 1–2 km avec des mesures précises de sa température, sa masse et sa forme.

#### Galileo

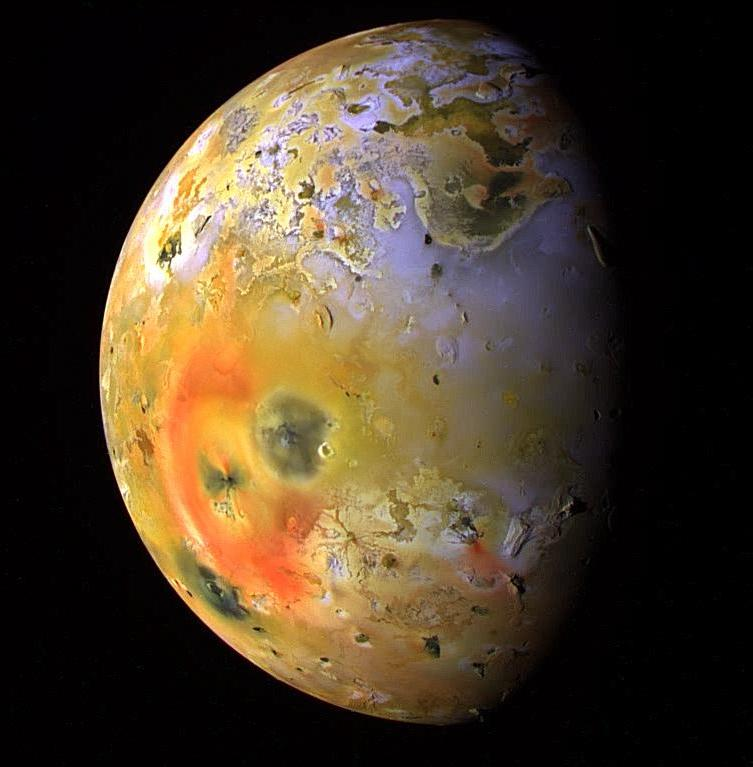
Image de Io par Galileo en fausses couleurs montrant une tache sombre dans l'anneau rouge entourant le volcan Pélé produite par une éruption majeure à Pillan Patera en 1997.

La sonde spatiale Galileo arrive dans le système jovien en décembre 1995 après un trajet de six ans depuis la Terre pour suivre les découvertes des deux sondes Voyager et les observations au sol prises dans les années intermédiaires.
Des résultats significatifs sont réalisés pour Io, avec l'identification de son large noyau ferreux similaire à celui trouvé dans les planètes telluriques du Système solaire interne et l'étude de ses éruptions régulières montrant une surface évoluant à mesure des survols,. De nombreux survols rapprochés d'Europe sont réalisés lors des « Mission Galileo Europa » et « Mission Galileo Millennium », ayant pour objectif l'étude chimique d'Europe jusqu'à la recherche de vie extraterrestre dans son océan subglaciaire,. Le champ magnétique de Ganymède est découvert en 1996 et son océan subglaciaire en 2001,. La sonde conclut finalement le travail de photographie de l'ensemble de la surface de Callisto et prend des photos avec une résolution pouvant atteindre 15 mètres.

La mission Galileo est prolongée à deux reprises, en 1997 et 2000, et dure huit ans au total. Lorsque la mission Galileo prend fin, la NASA dirige la sonde vers Jupiter pour qu'elle y réalise une destruction contrôlée le 21 septembre 2003. Ceci est une précaution pour éviter que la sonde, a priori non stérile, ne vienne heurter par le futur Europe et ne la contamine avec des microorganismes terrestres.

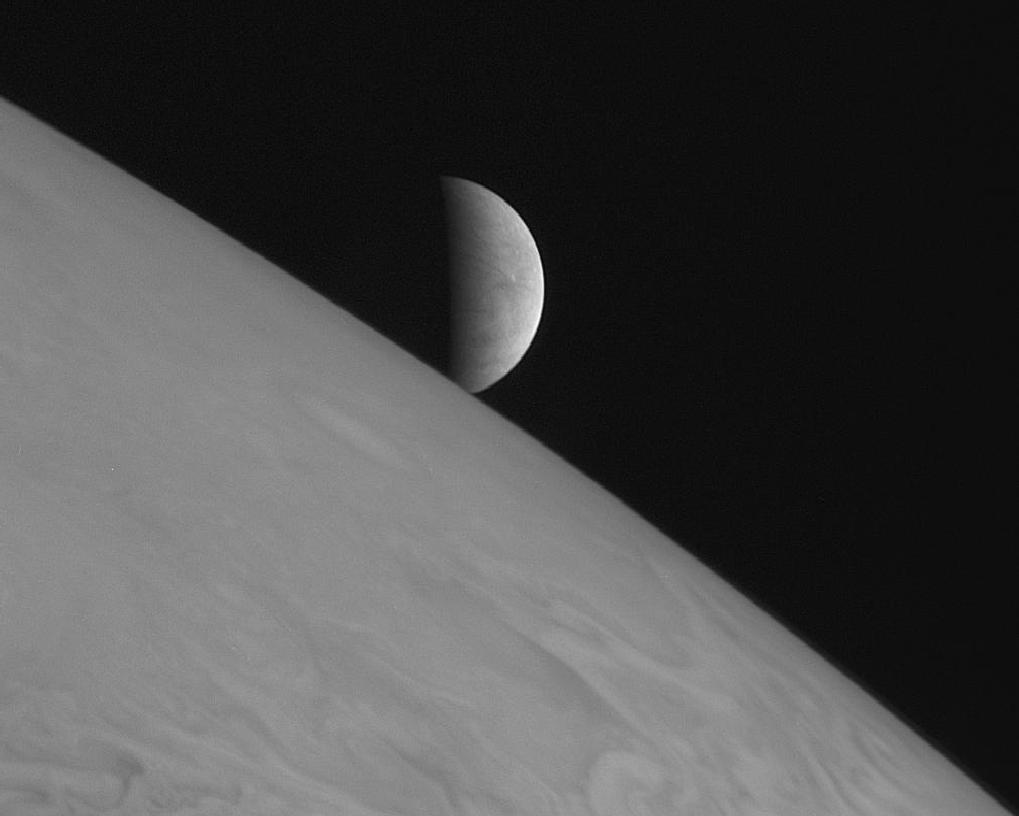
Lever d'Europe au-dessus de Jupiter par New Horizons.

#### New Horizons
La sonde spatiale New Horizons, en route pour Pluton et la ceinture de Kuiper, survole le système jovien le 28 février 2007 pour une manœuvre d'assistance gravitationnelle,. Les caméras de New Horizons photographient les éruptions des volcans de Io et plus généralement effectuent des prises de vue détaillées des lunes galiléennes,,. Ces photos permettent de réaliser des cartes topographiques d'Europe et de Ganymède,.

#### Juno

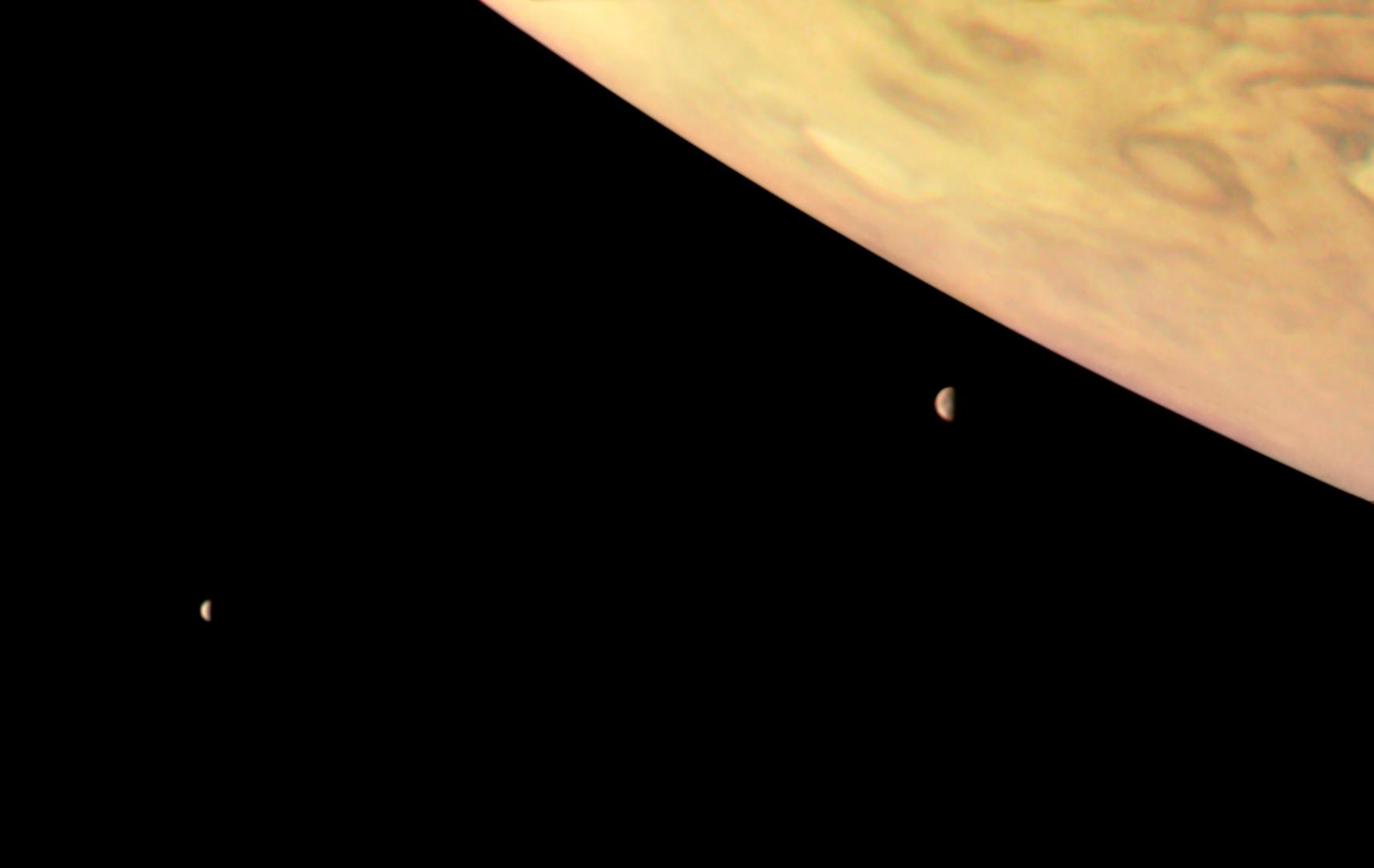
Europe (gauche) et Io (droite) vues par Juno près de Jupiter en 2017.

En 2011, la NASA lance la sonde Juno dans le cadre du programme New Frontiers, dont l'objectif est d'effectuer une étude détaillée de la structure interne de Jupiter depuis une orbite polaire en rasant périodiquement sa surface. La sonde spatiale entre en orbite en juillet 2016 avec une orbite très elliptique, d'une période de 14 jours, qui fait éviter à la sonde en grande partie la ceinture de radiations planétaire très intense, susceptible de l'endommager. Cette orbite maintient cependant Juno hors des plans orbitaux des lunes galiléennes. Ainsi, l'étude des lunes n'est pas la priorité mais des données sont tout de même collectées lorsque le moment est opportun,,.

### Missions à venir

#### JUICE(2022)

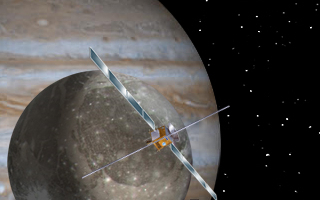
JUICE survolant Ganymède.

Jupiter Icy Moon Explorer (JUICE) est une mission planifiée de l'Agence spatiale européenne dans le cadre du programme spatial scientifique Cosmic Vision vers le système jovien qui devrait se placer successivement sur l'orbite de Jupiter et de Ganymède. Il s'agit de la première mission vers une planète du Système solaire externe non développée par la NASA. Le lancement de JUICE est prévu pour 2022, avec une arrivée à Jupiter estimée à octobre 2029 grâce à l'assistance gravitationnelle de la Terre et de Vénus,.
JUICE doit étudier en les survolant à plusieurs reprises les trois des lunes glacées de Jupiter, à savoir Callisto, Europe et Ganymède, avant de se placer en orbite en 2032 autour de cette dernière pour une étude plus approfondie qui doit s'achever en 2033,,.

#### Europa Clipper(2024)

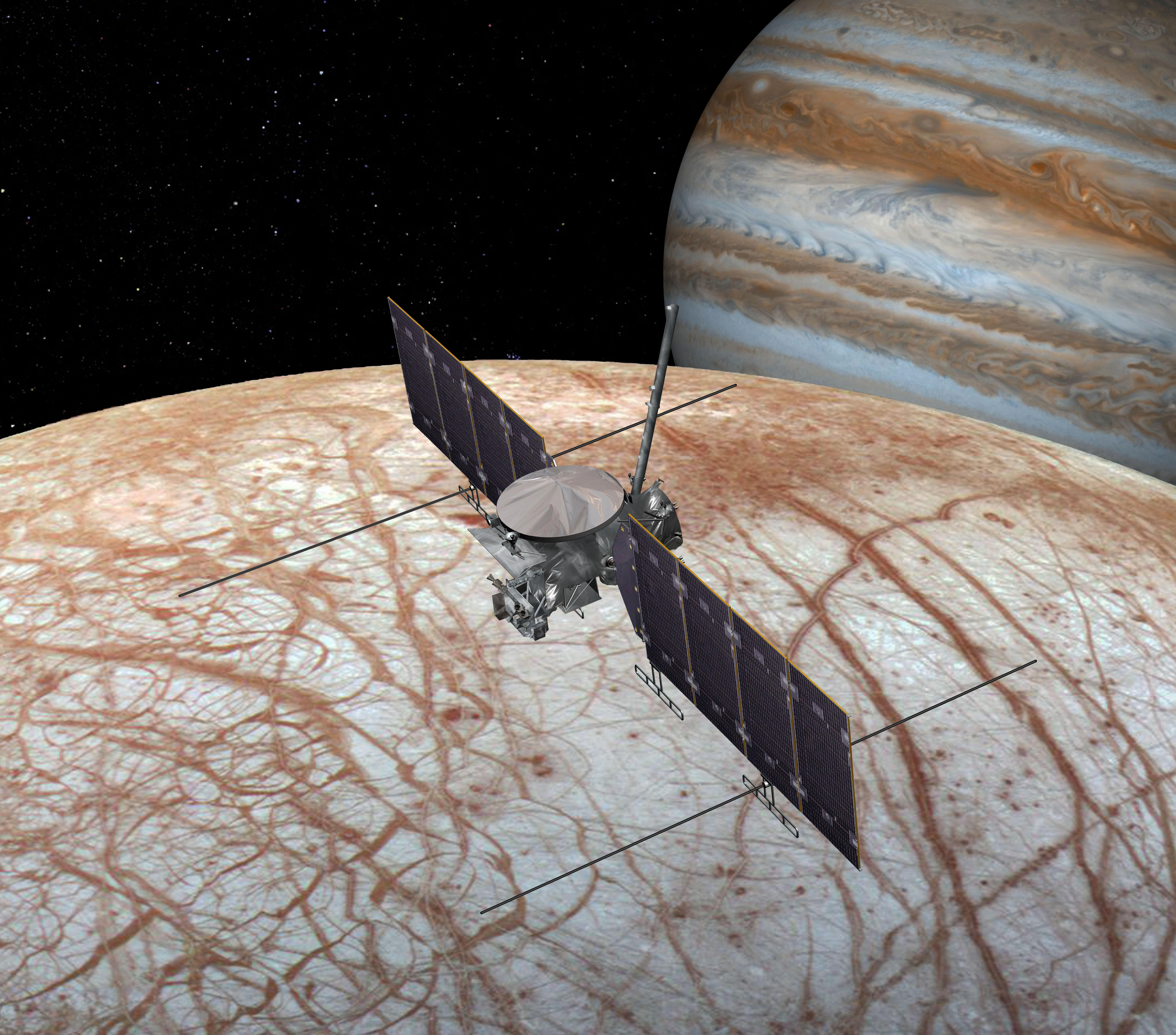
Vue d'artiste dEuropa Clipper.

Europa Clipper est une mission prévue de la NASA vers le système jovien, centrée quant à elle sur Europe. Le lancement de la sonde est prévu le 10 octobre 2024 avec une arrivée prévue le 11 avril 2030 ,,.
Il s'agit d'une sonde spatiale de plus de 3 tonnes emportant plusieurs instruments, dont un radar permettant de sonder l'océan sous la glace, d'enquêter sur l'habitabilité de la lune et d'aider à sélectionner des sites pour un futur atterrisseur. Après un transit de plus de 6 ans, avec un recours à l'assistance gravitationnelle de Vénus et de la Terre, la sonde spatiale doit se placer en orbite autour de Jupiter,. La partie scientifique de la mission comporte 45 survols d'Europe, sur une période de 3,5 ans,.

## Dans la culture

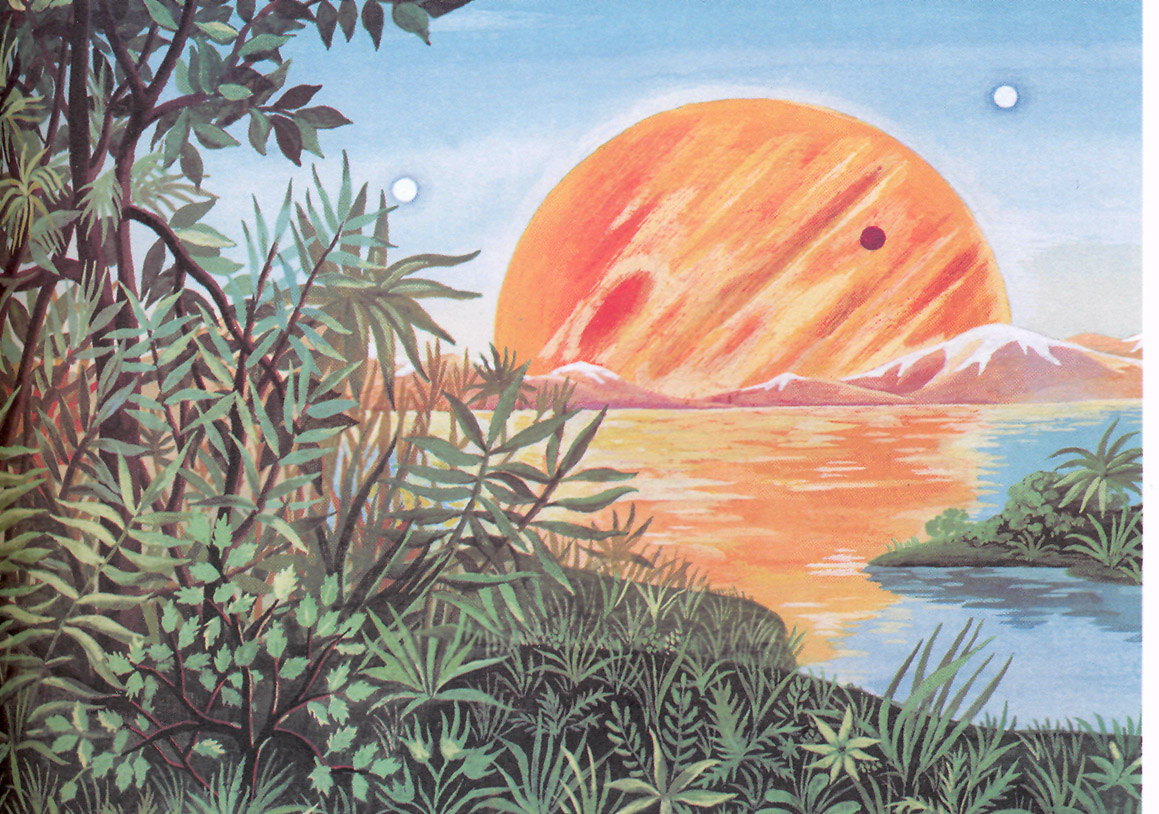
Dessin de 1903 imaginant un océan liquide et une vie luxuriante à la surface d'Europe.

Les lunes galiléennes, sont un décor propice à la science-fiction depuis le début du XXe siècle avec, entre autres, The Mad Moon (1935) de Stanley G. Weinbaum pour Io ou Redemption Cairn (1936) de Stanley G. Weinbaum pour Europe,. La nature de la surface des lunes laisse toujours place à la spéculation, comme dans ce dessin ci-contre dans un livre d'astronomie russe de 1903. Un peu plus tard, vers le milieu du XXe siècle, la possibilité d'une vie extraterrestre sur ces lunes inspire les auteurs et dessinateurs de magazines pulp comme Amazing Stories ou Fantastic Adventures.

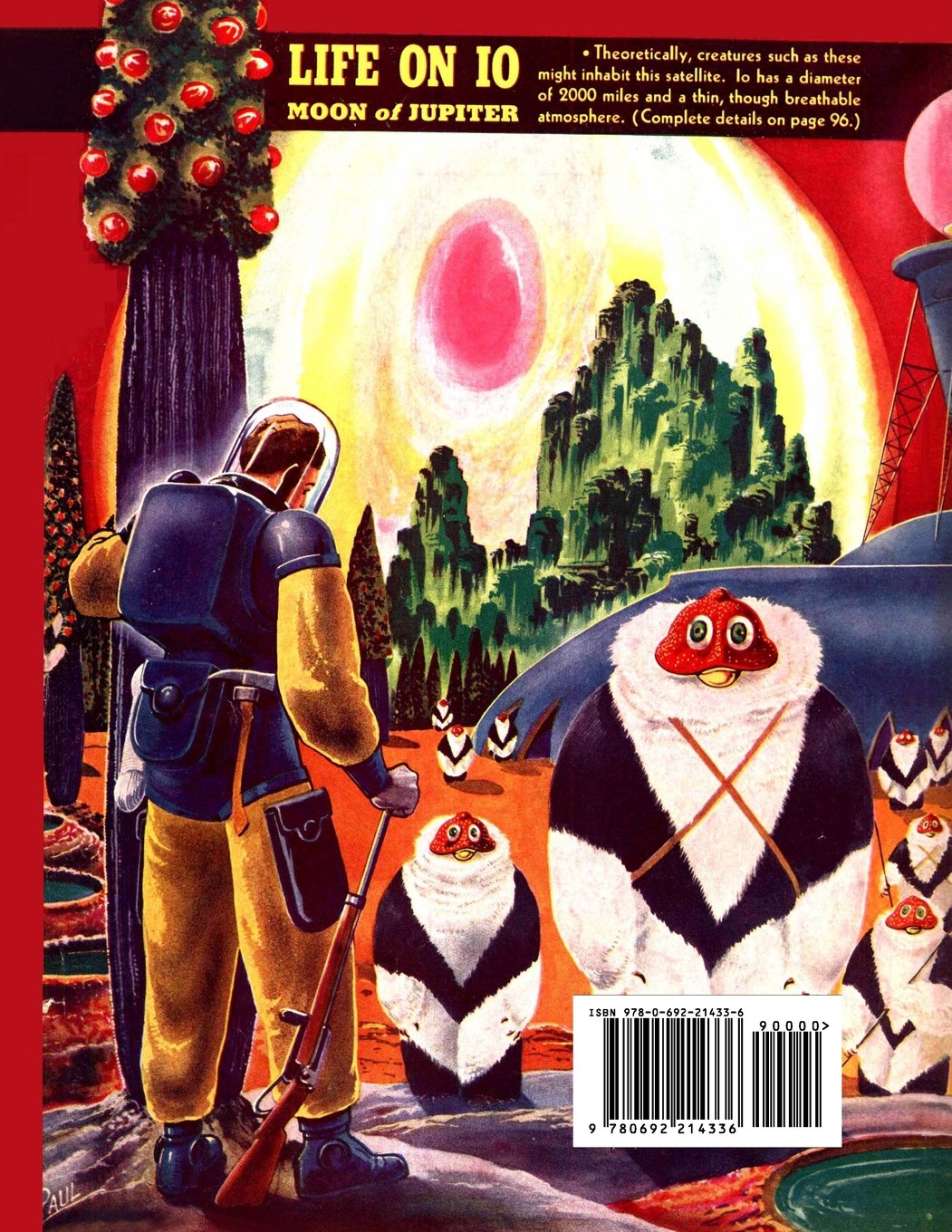
Couverture de Fantastic Adventures en mai 1940 imaginant la vie sur Io.

Isaac Asimov imagine une atmosphère propice à la vie sur Callisto dans Dangereuse Callisto (1940). Robert A. Heinlein centre l'action sur Ganymède dans Pommiers dans le ciel (1953) et évoque une terraformation de Callisto,. Les lunes galiléennes sont mentionnées dans d'autres romans de l'auteur, comme Double Étoile (1956) ou Le Ravin des ténèbres (1970).
Grâce aux informations apportées par diverses missions d'exploration spatiale, la représentation des satellites galiléens évolue. Le roman 2010 : Odyssée deux (1982) d'Arthur C. Clarke est par exemple souvent mentionné comme la représentation d'Europe la plus célèbre en science-fiction, les astronautes la survolant recevant l'énigmatique message : « Ne tentez aucun atterrissage ici » (en anglais : Attempt no landing there),. Ce signe de vie fictionnel suit alors les informations réelles de la découverte d'une géologie active sur la lune et cette citation est par ailleurs régulièrement utilisée dans des articles de presse traitant de la lune,,. Sa suite, 2061 : Odyssée trois (1987) est centrée sur Ganymède. Les lunes galiléennes dans leur ensemble sont notamment le décor principal du Rêve de Galilée (2009) de Kim Stanley Robinson où, comme dans 2312 (2012) du même auteur, la surface volcanique de Io est par exemple retranscrite et joue un rôle dans l'intrigue.
Au cinéma, différents films centrés sur des lunes sont réalisés comme, entre autres, Outland... Loin de la Terre (1981) de Peter Hyams, Europa Report (2013) de Sebastián Cordero ou Io (2019) de Jonathan Helpert,,,. Ganymède, quant à elle, est un décor de la série The Expanse (2017).
Finalement, les satellites galiléens ayant chacun une apparence caractéristique, ils sont des décors courants de niveaux de jeux vidéo d'action tels que Halo (2001), Call of Duty: Infinite Warfare (2016) ou encore Destiny 2 (2017),,.